# Ghana
Ghana [ˈgaːna] ist ein Staat in Westafrika, der an die Elfenbeinküste, Burkina Faso, Togo sowie im Süden an den Golf von Guinea als Teil des Atlantischen Ozeans grenzt. Seine Fläche ist fast so groß wie die des Vereinigten Königreichs, mit dessen Geschichte es durch die Kolonialzeit eng verbunden ist. Mit dem Namen Ghana sollte historisch eine Verbindung mit dem Reich von Ghana, dem ersten namentlich nachweisbaren Großreich in Westafrika, hergestellt werden. Die Hauptstadt Ghanas ist die Metropole Accra, die zweite Millionenstadt ist Kumasi.
Der Volta-Stausee mit dem 1966 fertiggestellten Akosombo-Staudamm ist der größte Binnensee des Landes und bis heute das oberflächengrößte künstliche Gewässer der Erde. Mit dem Bau des Damms verfolgte die Nkrumah-Regierung das Ziel, die Energieversorgung für die wirtschaftliche Entwicklung und Industrialisierung Ghanas sicherzustellen. Weltwirtschaftlich bedeutend ist Ghana aufgrund seines Rohstoffreichtums. Gold, das der ehemaligen Kolonie auch den Namen „Goldküste“ gab, ist Ghanas wichtigstes Exportgut. Etwa ein Drittel der Exporterlöse und 93 Prozent der Produktion des Bergbausektors hängen mit der Förderung von Gold zusammen.

## Geographie

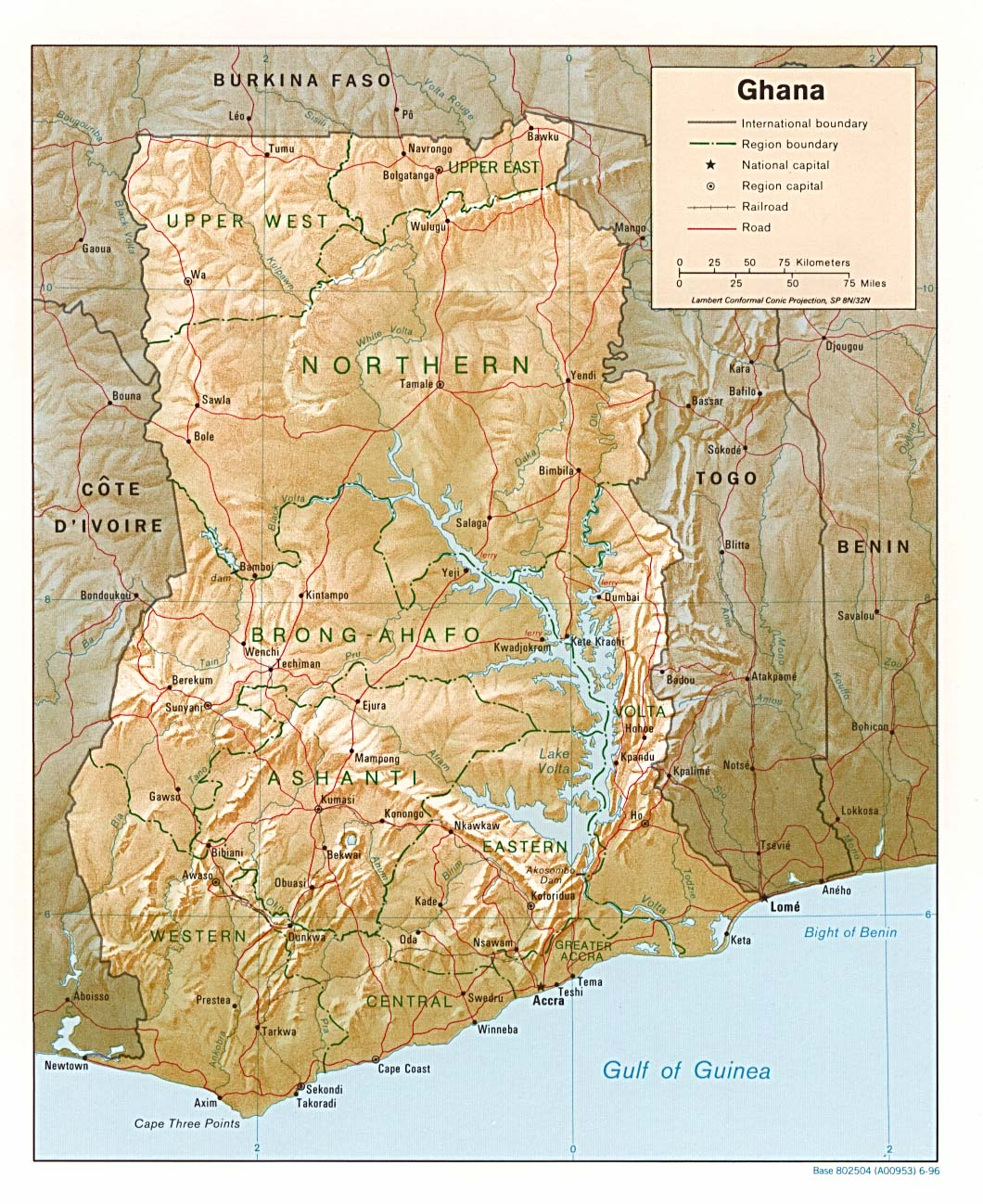
Straßenkarte Ghanas

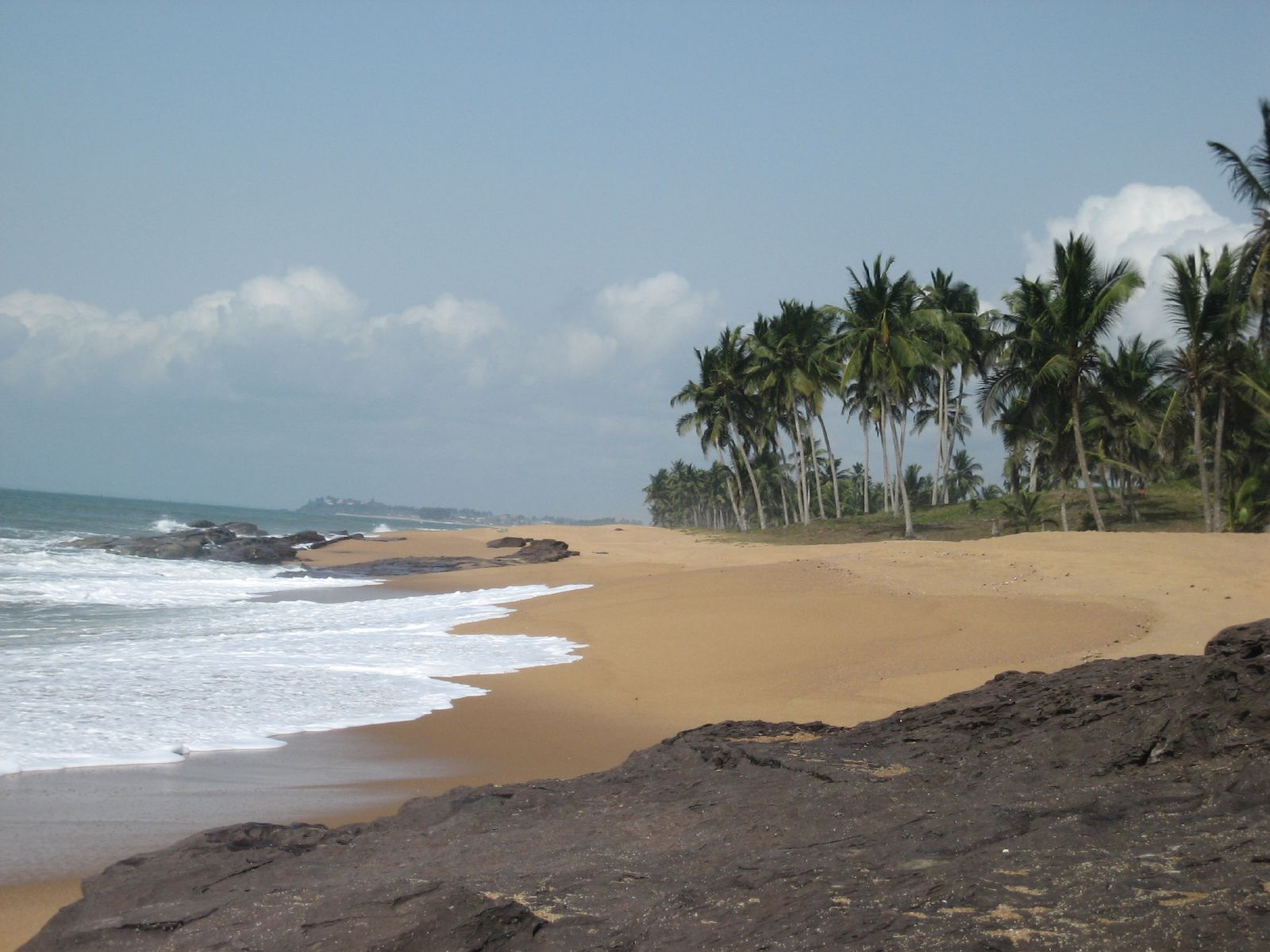
Weite Sandstrände ohne natürliche Häfen sind für Ghanas Küste charakteristisch

Ghana hat insgesamt ein flaches Relief, das nur an wenigen Stellen an Höhen von 900 Metern heranreicht. Etwa die Hälfte des Landes liegt unterhalb einer Höhe von 150 Metern. Die Küste hat eine Länge von 543 Kilometern. Das Land wird geographisch in Küstenebene, Regenwald und Savanne unterteilt. Neben der geografischen Gliederung lässt sich Ghana auch nach der Oberflächenstruktur in die fünf Naturräume Low Plains, Hochland von Aschanti, Akwapim-Togo-Kette, Volta-Becken und High Plains einteilen.
Von der Küstenniederung, den Low Plains, die in die Küstenebene mit weiten Sandstränden und Mangrovengebieten und einem Flachland zwischen dem fünften und sechsten Breitengrad unterteilt ist, steigt das westliche Land zum Hochland von Aschanti an, das im Mittel die Höhe von 450 Meter über dem Meeresspiegel erreicht. Östlich des Hochlandes schließt sich das Volta-Becken an, welches mit insgesamt 87.000 km² auch den größten Naturraum darstellt. Im Norden schließen die High Plains das Land ab. Die Gebiete zählen bereits zur Großlandschaft des Sudan. Die Akwapim-Togo-Kette ist eine Bergkette und ein Naturraum, der in der Nähe von Accra beginnt und bis nach Togo hinein führt. Hier liegen die höchsten Berge des Landes.
Etwa zwei Drittel der Fläche Ghanas, rund 158.000 km², werden über den Volta entwässert, der in seinem Unterlauf durch den Akosombo-Staudamm zum oberflächengrößten künstlich angelegten Gewässer der Erde aufgestaut wird. Aus dem Hochland von Aschanti entspringt zudem eine Vielzahl von Flusssystemen, die in den Atlantik münden.
Die artenreiche Tier- und Pflanzenwelt ist in der Vergangenheit vermehrt unter Schutz gestellt worden. Immer mehr dieser Refugien werden für den Tourismus erschlossen. Die Einnahmen aus diesem Wirtschaftszweig sollen als Ökotourismus auch einen wichtigen Beitrag zum Erhalt der Artenvielfalt liefern. Der in Resten vorhandene Regenwald ist sehr artenreich und die ganzjährig konstante Temperatur und die hohe Luftfeuchtigkeit fördern das Pflanzenwachstum.

### Klima

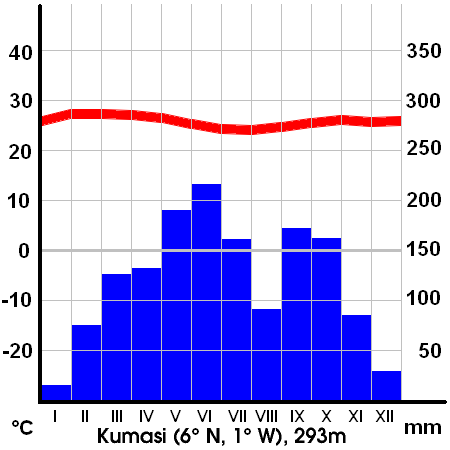
Klimadiagramm Kumasi

Ghana ist ein tropisches Land, kennt also keine Jahreszeiten, sondern einen Wechsel zwischen Regen- und Trockenzeit. Nahezu gleich lange Tage und Nächte bestimmen das Leben. Grob lässt sich das Klima in den feuchten Süden mit seinen immergrünen Regenwaldgebieten vom trockeneren Norden mit seiner Baumsavanne, Strauchsavanne und der Grassavanne im nördlichsten Teil unterscheiden. Der Harmattan, ein aus dem Nordosten wehender Passatwind, bestimmt zwischen November und Februar die trockene Jahreszeit. Die Regenfälle in der Regenzeit bringt der westafrikanische Monsun. Der meiste Niederschlag fällt mit über 2000 mm pro Jahr im äußersten Südwesten des Landes an der Küste.
Die jährliche Niederschlagsmenge beträgt im Norden um 1000 mm, im westlichen Küstenabschnitt bei der Stadt Axim bis zu 2200 mm; bei Accra erreicht sie kaum 800 mm (zum Vergleich: dies entspricht ungefähr dem langjährigen Jahresmittel Deutschlands). Nur im feuchtheißen Südwesten wächst immergrüner Regenwald, der in regengrünen Tropenwald übergeht. Die Waldbestände sind durch die fortschreitende Rodung bedroht. Landeinwärts folgen Feuchtsavanne und Trockensavanne.

### Gebirge
Die Akwapim-Togo-Kette ist ein hügeliger und leicht bergiger Ausläufer des Togo-Atakora-Gebirges in den Ländern Togo und Benin. Diese Bergkette beginnt in der Nähe von Accra und zieht sich dann eine Weile an der Grenze zum Nachbarland Togo entlang, bis sie endgültig die Grenze überschreitet. Hier sind auch Wasserfälle in den zahlreichen Schluchten anzutreffen. Die Berghänge und Bergkuppen sind teilweise vulkanischen Ursprungs und durchweg mit Regenwald bewachsen.
Die größte Erhebung im Land ist mit 885 Metern Höhe der Mount Afadjato in der Nähe des Dorfes Liati Wote direkt an der Grenze zu Togo. Der zweithöchste Berg Ghanas ist der Mount Dzebobo mit 876 Metern, er liegt nördlich des Mount Afadjato, ebenfalls direkt an der Grenze zu Togo. Beide Berge sind Teil der Akwapim-Togo-Kette.
Der Akwawa ist der vierthöchste Berg Ghanas.

### Gewässer

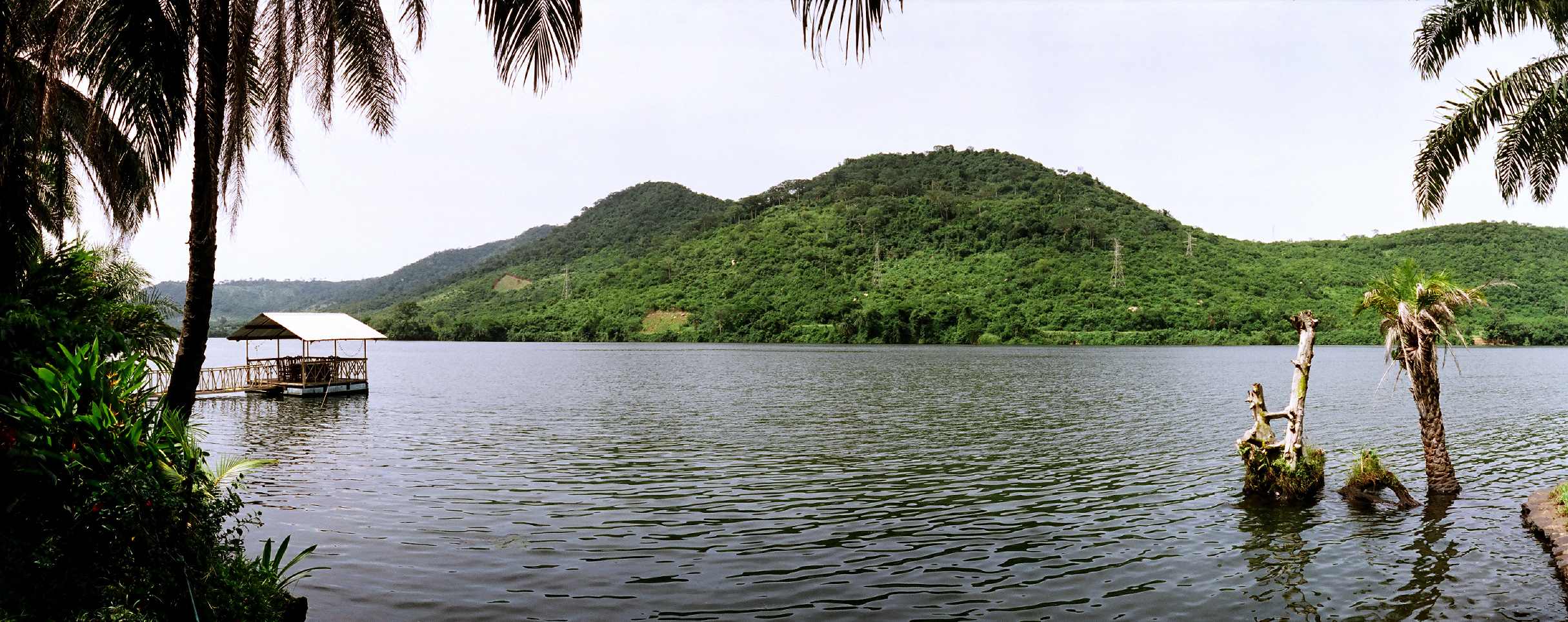
Am unteren Volta

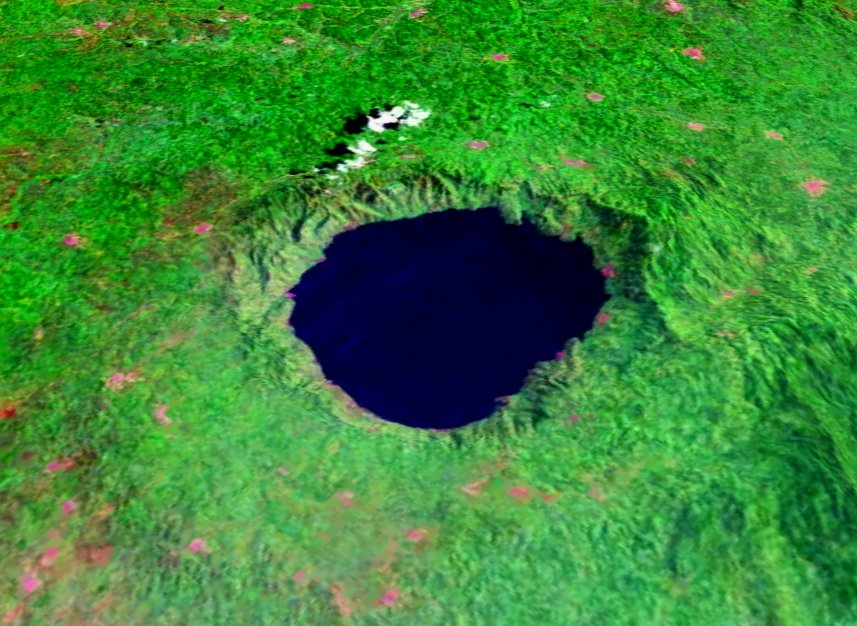
Der Bosumtwisee in der Ashanti Region

Der riesige Volta-Stausee liegt im Zentrum des Landes und ist mit einer Größe von 8.502 km² etwa 15-mal größer als der Bodensee mit 536 km² und würde mehr als die Hälfte Schleswig-Holsteins (15.799 km²) bedecken. Er speist sich im Wesentlichen aus dem Schwarzen Volta (Mouhoun) und dem Weißen Volta, Afram, Daka und Oti. Nachdem der Akosombo-Staudamm passiert ist, mündet der dann als Volta bezeichnete Fluss in einem weiten Flussdelta in den Atlantischen Ozean. Zusammen mit den Nebenflüssen Roter Volta (Nazinon), Nasia und Kulpawn ist der Volta-Fluss das größte zusammenhängende Gewässersystem.
Der etwa eine Million Jahre alte Bosumtwisee, dessen Ursprung auf den Einschlag eines Meteoriten zurückgeht, hat keine Zu- und Abflüsse. Für die traditionelle Bevölkerung ist er von großer religiöser Bedeutung.
Weniger bekannte Flüsse sind Pra, Bia, Ankobra und Tano, die direkt in den Atlantik münden. Die Nebenflüsse des Pra sind der Anum, Offin und Birim; sie bilden zusammen mit dem Pra das zweitwichtigste Entwässerungssystem Ghanas. Der Pra ist nur in seinem Mündungsbereich mit Schiffen befahrbar, weil der Oberlauf durch Stromschnellen gekennzeichnet ist.
Weitere kleinere Flüsse sind Laboni, Obosum, Sisili, Senne, Tain und Todzie.

### Naturraum

#### Übersicht
In Ghana überwiegen drei verschiedene Biome. Der tropische Regenwald und der Feuchtwald befinden sich im Südwesten des Landes, der Norden und der mittlere Teil des Landes sind von der Feuchtsavanne gekennzeichnet, die in Baum- und Grassavanne unterteilt wird. Außerdem besteht ein schmaler Streifen der Küste auch noch als Küstensavanne. Im immergrünen tropischen Regenwald befindet sich die üppigste Vegetation des Landes.
Der Regenwald bestand ursprünglich aus 85.000 km² Fläche und ist Heimat für eine artenreiche Pflanzen- und Tierwelt. Durch die unterschiedlichen Ökosysteme gibt es im Land auch keine landestypische Pflanzen- oder Tierwelt. Die einzelnen Lebensräume unterscheiden sich sehr stark. In der Savanne mit ihren typischen Bewohnern, dem Regenwald mit seinem Artenreichtum und dem Volta-Delta als Zufluchtsstätte für eine Vielzahl von Zugvögeln und heimischen Arten ist die Natur üppig.
Aufgrund der unterschiedlichen Vegetationsformen und der größeren menschlichen Besiedlungsdichte ist die Tierwelt Westafrikas nicht mit Ostafrika vergleichbar. Es gibt keine großen Tierherden wie in den ostafrikanischen Nationalparks.

#### Flora

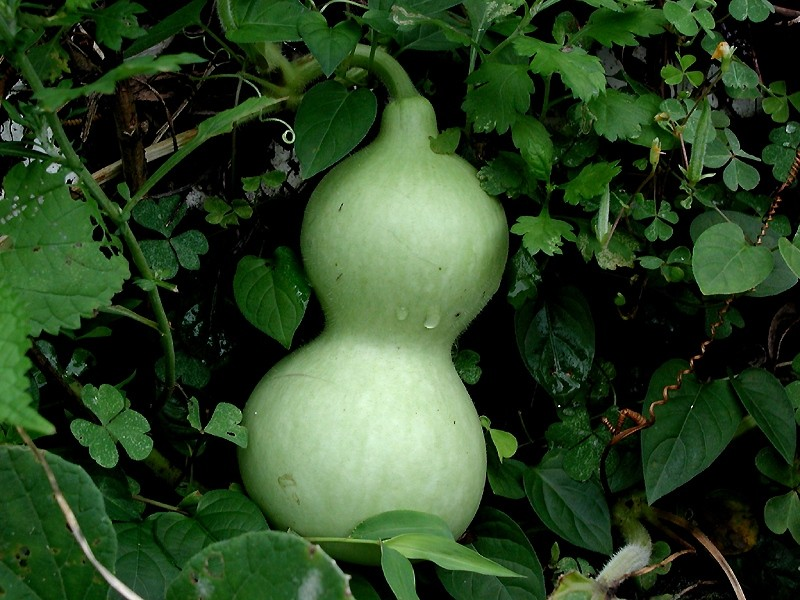
Der Flaschenkürbis ist die Frucht des Kalebassenbaums

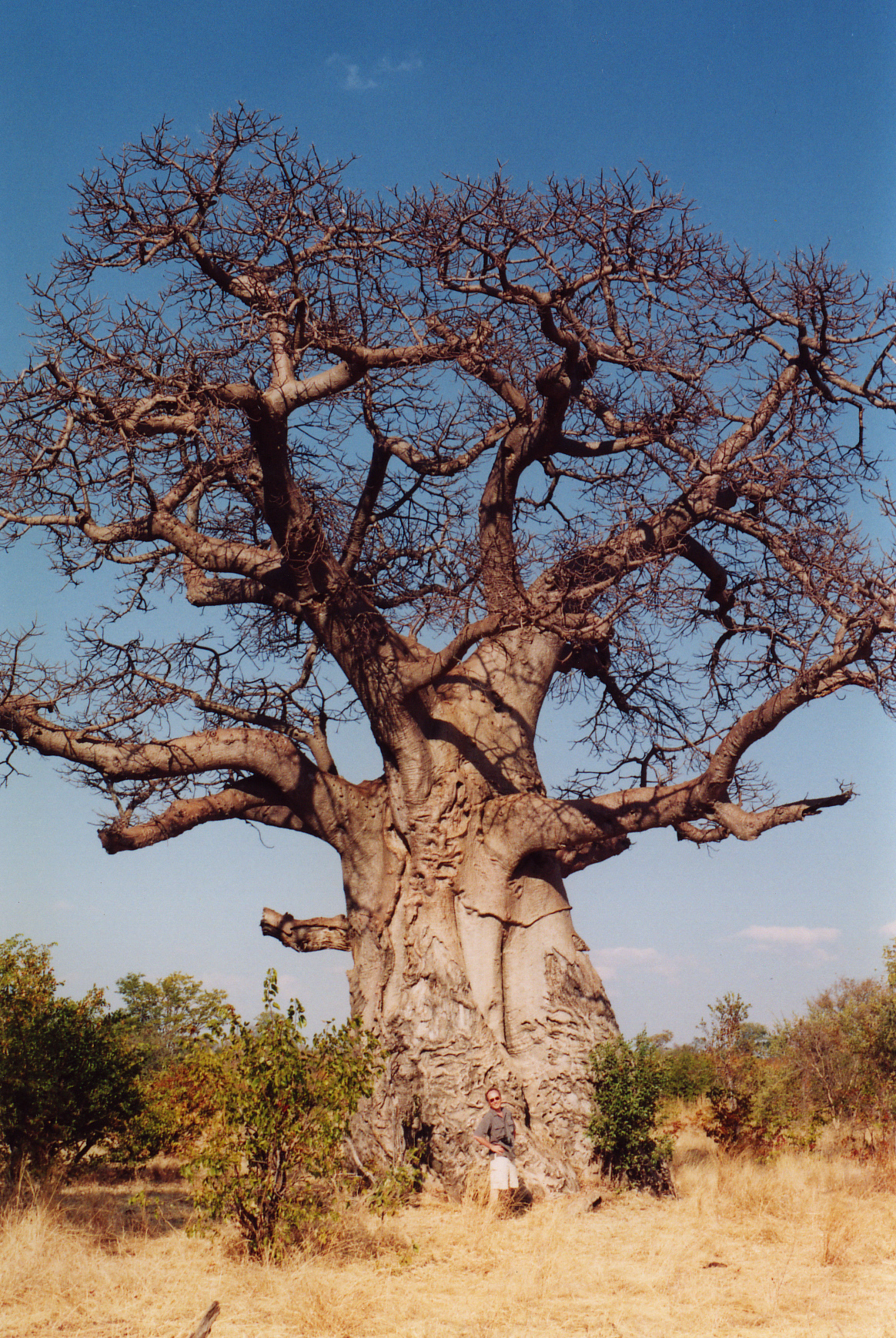
Afrikanischer Affenbrotbaum oder Baobab

In Ghana kommen viele Pflanzen- und Tierarten vor. Eine genaue Aufzählung der im Regenwald lebenden Pflanzen ist schwer vorzunehmen, da Wissenschaftler dort noch unbekannte Arten vermuten. Besonders der tropische Regenwald Ghanas trägt stark zur Biodiversität des Landes bei. Die Fläche an tropischem Regenwald betrug im letzten Jahrhundert noch 85.000 km². Innerhalb der letzten 50 Jahre schrumpfte die Fläche um mehr als die Hälfte auf 40.000 km². Jährlich verzeichnet das Land eine Waldabnahme von 1,7 Prozent. Rodungen und der Export von Edelhölzern sind die Hauptgründe für diese sehr schnelle Abnahme der Waldfläche. Im Jahr 2022 war Ghana das Land mit dem größten Anstieg der Entwaldung der Welt.
Der immergrüne Regenwald wird überdacht von hohen Baumriesen, die bis zu 50 Meter hoch, drei Meter dick und 300 Jahre alt werden können. Dies sind auch Arten, die im Rahmen der ghanaischen Holzexportwirtschaft eine große Rolle spielen: Wertvolle Harthölzer liefern Mahagoniarten wie Azobé, Sapeli und der auch afrikanische Mahagoni genannte Khaya sowie mehrere Arten des afrikanischen Walnussbaumes. Weitere Baumarten sind Odum, Wawa (wird teilweise auch Samba genannt, der Handelsname des Holzes ist Abachi), Bombax sowie Afrormosia. Verschiedene Feigenbäume wie Ficus spp. erreichen in den Regenwäldern Ghanas durchaus die Größe einer mittelgroßen deutschen Buche. Verschiedene Aufsitzerpflanzen wie Orchideenarten aber auch Lianen zeigen eine große Artenvielfalt. Häufige Nutzpflanzen sind der afrikanische Kolabaum, der Kalebassenbaum (Flaschenkürbis Crescentia cujete) oder der brasilianische Kautschukbaum.
Allein ungefähr 1200 verschiedene Palmenarten kommen über das ganze Land verteilt vor. Die kubanische Königspalme (Roystonea regia) wird in den Städten als Alleebaum verwendet, da diese Schattenspender eine Höhe von bis zu 25 Metern erreichen. Häufig mit einer Palme verwechselt wird der madagassische Baum der Reisenden, eine in Ghana beliebte Dekorationspflanze vor öffentlichen Gebäuden oder in Gärten.
Die ursprünglich pazifischen Kokospalmen haben für den Menschen einen beträchtlichen Nutzwert und wurden daher in Ghana eingeführt. Viele Produkte der Kokosnuss wie Kokosmilch, Kokosfett, aber auch Bast sowie Blätter für Dachkonstruktionen und Matten werden von der Kokospalme geerntet. Die heimische Ölpalme (Elaeis guineensis) ist als Plantagenbaum sehr weit verbreitet. Aus den roten Früchten der Ölpalme wird Palmöl gepresst, dieses hat in Westafrika einen hohen Stellenwert in der landestypischen Küche.
Die vielfältigsten Nutzpflanzen werden im Rahmen von Plantagenwirtschaft produziert. Zumeist finden sich diese Plantagen auf dem nunmehr gerodeten Gebiet des ehemaligen Regenwaldes. Hier werden Ananas, Bananen, Kochbananen, Avocados, Papayas, Guaven, Orangen und andere Zitrusfrüchte angebaut. Auch viele Gewürzpflanzen, wie beispielsweise Gewürzvanille, werden in Ghana kultiviert.
Neben den Baumarten und den Nutzpflanzen sind viele dekorative Pflanzen aus aller Welt in Ghana zu finden. Hibiskus, Flammenbaum und Fuchsien sind nur einige.
Gräser sind typische Savannenpflanzen, doch die Charakterpflanze der Savannen Ghanas ist ein Baum: Der einzeln stehende Afrikanische Affenbrotbaum fällt durch seinen dicken Stamm auf und ist weithin erkennbar. Ebenfalls in der Savanne wächst der heimische Karitébaum, auch Sheabutterbaum genannt. Die aus den Samen gewonnene Sheabutter ist ein wichtiges Exportprodukt Ghanas und wird zur Herstellung von Kosmetika und Lebensmitteln verwendet.
Die Küste ist neben Mangrovenwäldern auch von verschiedenen Palmenarten gekennzeichnet.

#### Fauna

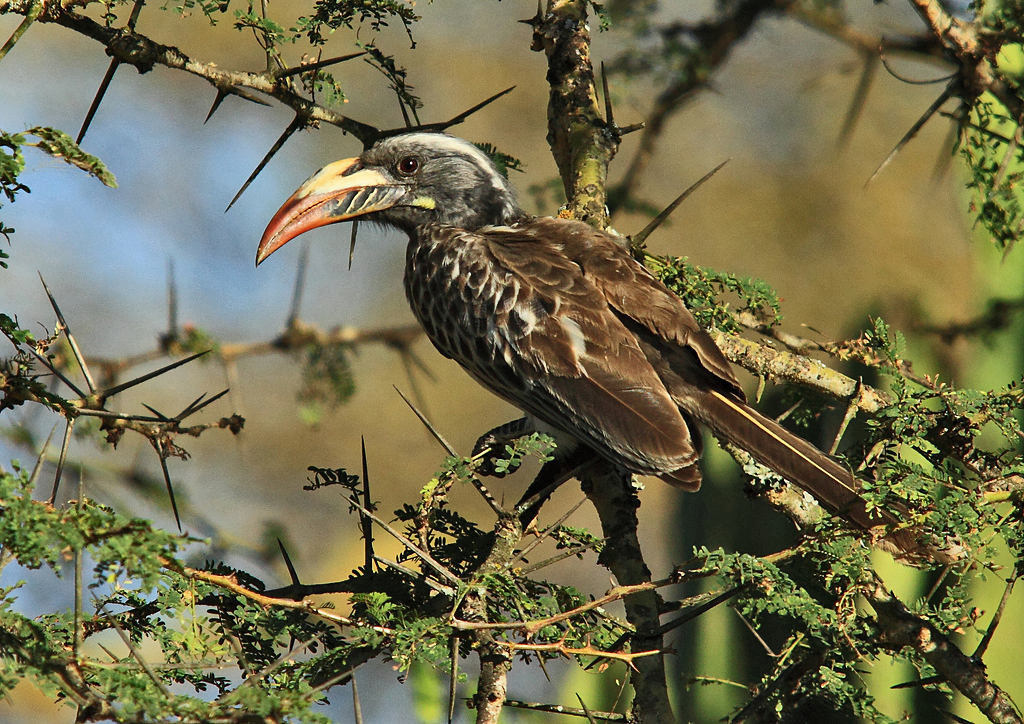
Grautoko

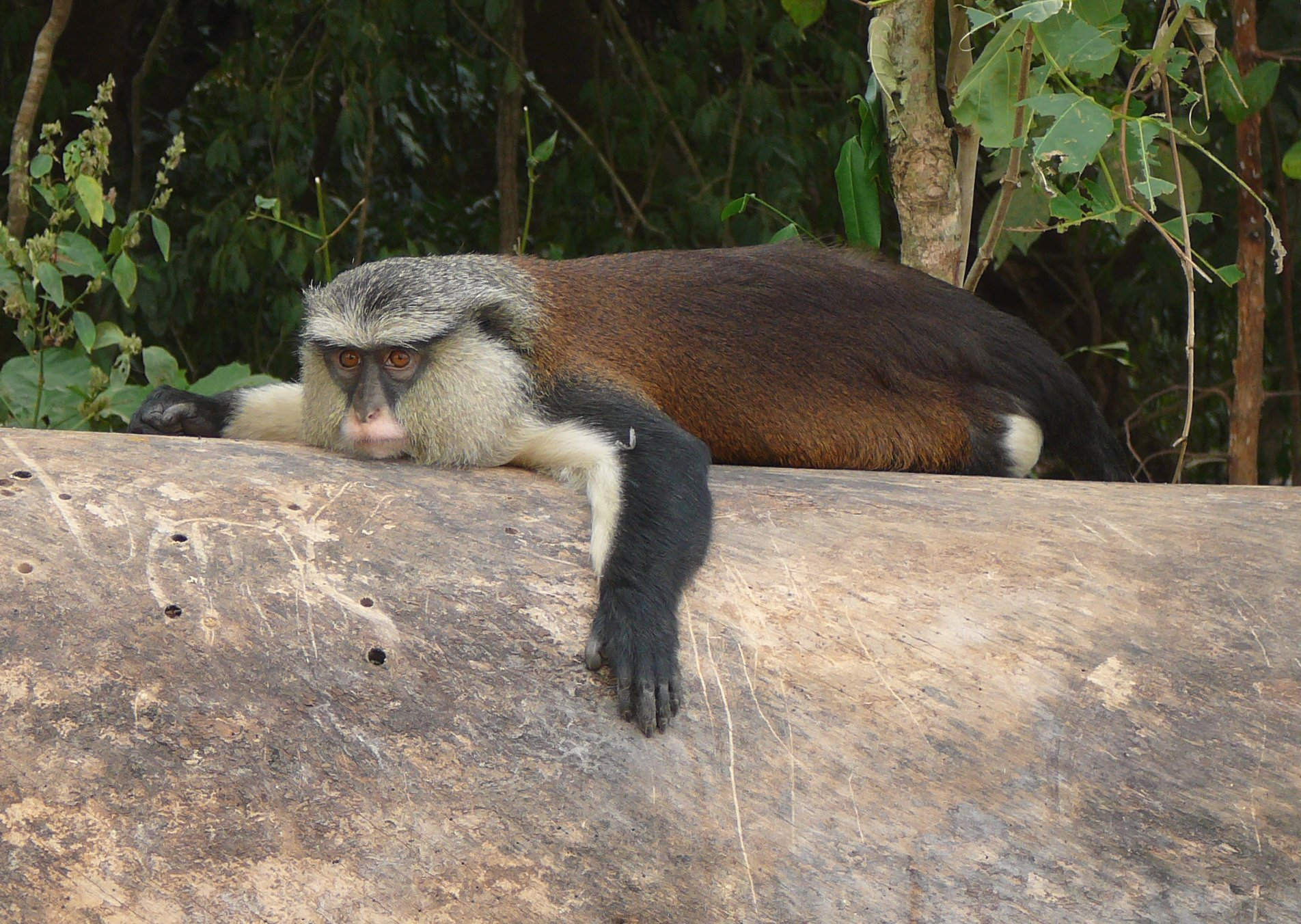
Monameerkatze in Tafi-Atome

Die Tierwelt Ghanas ist sehr artenreich. Neben tropischen Vogelarten wie Papageien, Nashornvögel, Adlern, Spechten, Perlhühner und Tauben, die im Regenwald beheimatet sind, wird die heimische Vogelwelt durch eine Vielzahl von Zugvögeln erweitert. Im Volta-Delta, aber auch in den Wasserlandschaften der Lagunen und entlang der vielen Flussläufe, kommen verschiedene Wasservogelarten vor.
Zahlreiche Säugetierarten sind in Ghana beheimatet. Mehrere Antilopenarten wie Pferdeantilope, Kob und Bongo, Leoparden, Zibetkatzen, Elefanten, Büffel, Flusspferde, Warzenschweine leben hauptsächlich in der Savanne.
Es gibt viele verschiedene Affenarten. In den Regenwäldern im Südwesten leben Schimpansen, so im Ankasa-Schutzgebiet. In Ankasa und in Bia kommt auch die ebenfalls seltene Roloway-Meerkatze vor, diese lebt auch auf dem Monkey hill in Takoradi. Grüne Meerkatzen sind wesentlich häufiger und in vielen Schutzgebieten zu finden. Monameerkatzen sind die am leichtesten zu beobachtenden Waldarten und leben u. a. in den Reservaten von Tafi-Atome und Buabeng-Fiema. In Buabeng-Fiema sind auch Geoffroy-Stummelaffen regelmäßig zu sehen. Paviane werden insbesondere im Mole-Nationalpark und in den Shai Hills angetroffen.
Reptilien kommen in allen Lebensbereichen vor. Kleine Geckos und Eidechsen leben teilweise in den Häusern der Menschen, Leguane, Warane, Schlangen und Krokodile in den Gewässern des Landes.
Ghana verfügt über einen ausgesprochen großen Artenreichtum an Insekten. Termitenhügel prägen die Landschaft. Einige der vorkommenden Mücken und Bremsen übertragen Krankheiten, wie die Stechmücke Anopheles Malaria. Mehr in den Savannengebieten ist die Tsetse-Fliege beheimatet, welche die auch für den Menschen gefährliche Afrikanische Trypanosomiasis, die Schlafkrankheit, überträgt.
Im Atlantik vor der Küste Ghanas befinden sich einige der fischreichsten Gebiete der Erde. Wichtige Fischarten sind Barrakudas, Heringe, Makrelen, Haie, Thunfische, Tintenfische, Barsche, aber auch Meerestiere wie Hummer, Langusten und Krabben sowie Muscheln und Schnecken sind beheimatet.
Einige Tierarten, die in den tropischen Regenwäldern leben, sind als gefährdet oder vom Aussterben bedroht einzustufen. Eine unbekannte Zahl von Tierarten gilt bereits als verschwunden, wie Miss Waldrons Roter Stummelaffe, ehemals beheimatet in den tropischen Regenwäldern der Elfenbeinküste, Ghanas und von Sierra Leone, der in den 1970er-Jahren letztmals gesichtet wurde.
Die West African Primate Conservation Action (WAPCA) wurde als internationaler Zusammenschluss von insgesamt elf europäischen zoologischen Gärten gegründet, um das Aussterben weiterer Arten zu verhindern. Auch der Conservation des espèces et des populationes animales (CEPA) sowie die Zoologische Gesellschaft für Artenschutz (ZGAP) sind an dieser Aktion maßgeblich beteiligt. Die Zoos und die Vereinigungen bemühen sich um den Schutz der hoch bedrohten Roloway-Meerkatzen und der Weißnackenmangaben. Beide Arten gehören zu den am meisten gefährdeten 25 Primatenarten weltweit.
Der Zoo in Accra besitzt einige dieser Tiere zur Nachzucht. Am 29. Juni 2006 hatte dort ein Paar Weißscheitelmangaben ihren ersten Nachwuchs.

### Umwelt

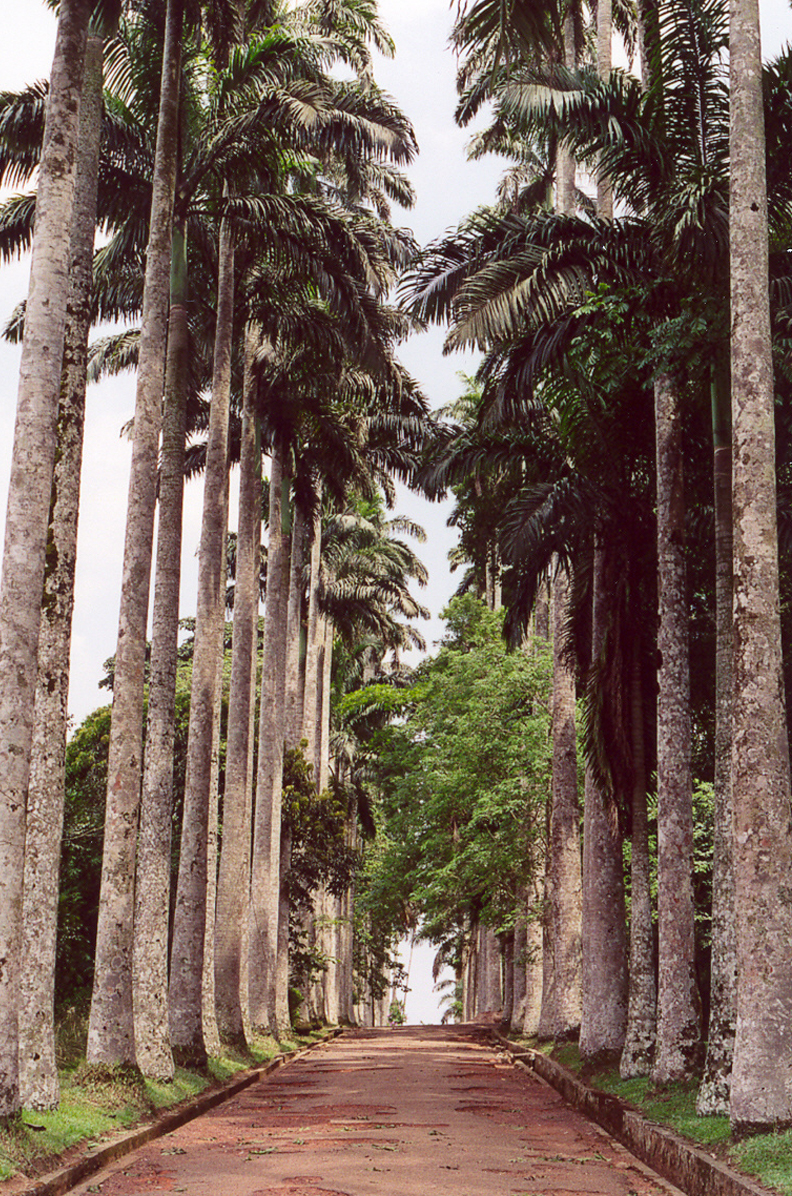
Königspalmen am Eingang von Aburi Botanic Gardens in Ghana

Das Bewusstsein für einen nachhaltigen Umgang mit den natürlichen Ressourcen des Landes nimmt erst in jüngster Zeit immer mehr zu. Die ghanaische Wirtschaft, insbesondere der Bergbau in Ghana, hat im Land teilweise erhebliche Umweltschäden verursacht. Die Politik der Regierung von Präsident John Agyekum Kufuor ging vermehrt auf umweltpolitische Themen ein, doch in der Bevölkerung ist ein Umweltbewusstsein eher gering ausgeprägt. Gerade auch die Forstwirtschaft spielt neben dem Bergbau eine entscheidende Rolle bei der eher negativ zu bewertenden Umweltbilanz des Landes. Die jährliche Abnahme des Waldes wird auf 1,7 Prozent beziffert, wobei auch Primärwald betroffen ist. Die fehlende staatliche Organisation der Müllbeseitigung ist ein weiteres großes Problem besonders in den Metropolen. Nur ungefähr 5 Prozent des Mülls in Ghana werden wiederverwendet oder dem Recycling zugeführt. Zudem landet ein großer Teil illegal eingeführten Elektroschrotts aus Europa bei der Elektronikschrottverarbeitung in Agbogbloshie in Accra, wo er unter Freisetzung hochgiftiger Dämpfe teilweise verbrannt wird.
Der Umweltschutz liegt in der ghanaischen Regierung nicht im Aufgabenbereich eines Ministeriums, sondern ist aufgeteilt zwischen dem Land- und Forstwirtschaftsministerium für mit der Zuständigkeit für Böden und Wälder und dem Ministerium für Umwelt und Wissenschaft mit der Zuständigkeit für die Vorbereitung, Überwachung und Durchsetzung der internationalen Abkommen und die Entwicklung der Umweltpolitik.

### Naturkatastrophen
Naturkatastrophen größeren Ausmaßes sind eher selten. Doch gibt es regelmäßig Probleme mit den teilweise schweren Regenfällen. Nach der mehrere Monate andauernden Trockenzeit kann der Boden nur langsam wieder Wasser aufnehmen. Die starken tropischen Regenfälle sind von großer Heftigkeit. In den teilweise ausgetrockneten Flussbetten entstehen in kürzester Zeit reißende Fluten. Auch normale Straßen verwandeln sich in Kürze in zwar seichte, aber schnell fließende Flüsse. Häufig werden Menschen gerade in den ersten Wochen der Regenzeit von diesen Wassermassen überrascht, denen kleinere Brücken nicht standhalten. In fast jedem Jahr kommen in den Fluten Menschen ums Leben.
Vor allem der südliche Teil des Landes war in den vergangenen Jahrhunderten immer wieder von größeren Erdbeben betroffen. In den Jahren 1615, 1636, 1862, 1906, 1939, 1964, 1969 und zuletzt 1997 wurden in Küstennähe starke Beben verzeichnet, die auch mehrere Todesopfer forderten. So zerstörte 1615 in der Nähe des heutigen Takoradi ein Erdbeben die gesamte damalige Siedlung Takoradi. Am 18. Dezember 1636 ereignete sich ganz im Westen des Landes, in der Gegend um Axim, ein Erdbeben, das zu sehr starken Erschütterungen im Distrikt East Nzema führte. In einem großen Radius wurden die Gebäude der Gegend fast vollständig zerstört. In einer Goldmine in Aboasi starben viele Minenarbeiter. Das Erdbeben von 1862 hatte sein Epizentrum in der Nähe der heutigen Hauptstadt Accra. Viele Steingebäude, auch die kolonialen Forts, unter ihnen der heutige Regierungssitz in Osu Castle, wurden stark beschädigt. Weniger Schäden richteten die Erdbeben von 1906 an, wenn auch aus Accra von Gebäudeschäden berichtet wurde. Das bisher stärkste Erdbeben ereignete sich in der Nähe von Accra am 22. Juni 1939. Dieses Beben verursachte sehr starke Schäden an den Gebäuden, siebzehn Menschen starben, 133 Menschen wurden zum Teil schwer verletzt. Es entstand Sachschaden in Höhe von etwa einer Million Pfund. Auf der Richter-Skala erreichte das Beben den Wert 6,5. Jüngste Erdbeben waren zwar weniger stark, doch lösten sie in der Bevölkerung große Panik aus.

### Naturreservate

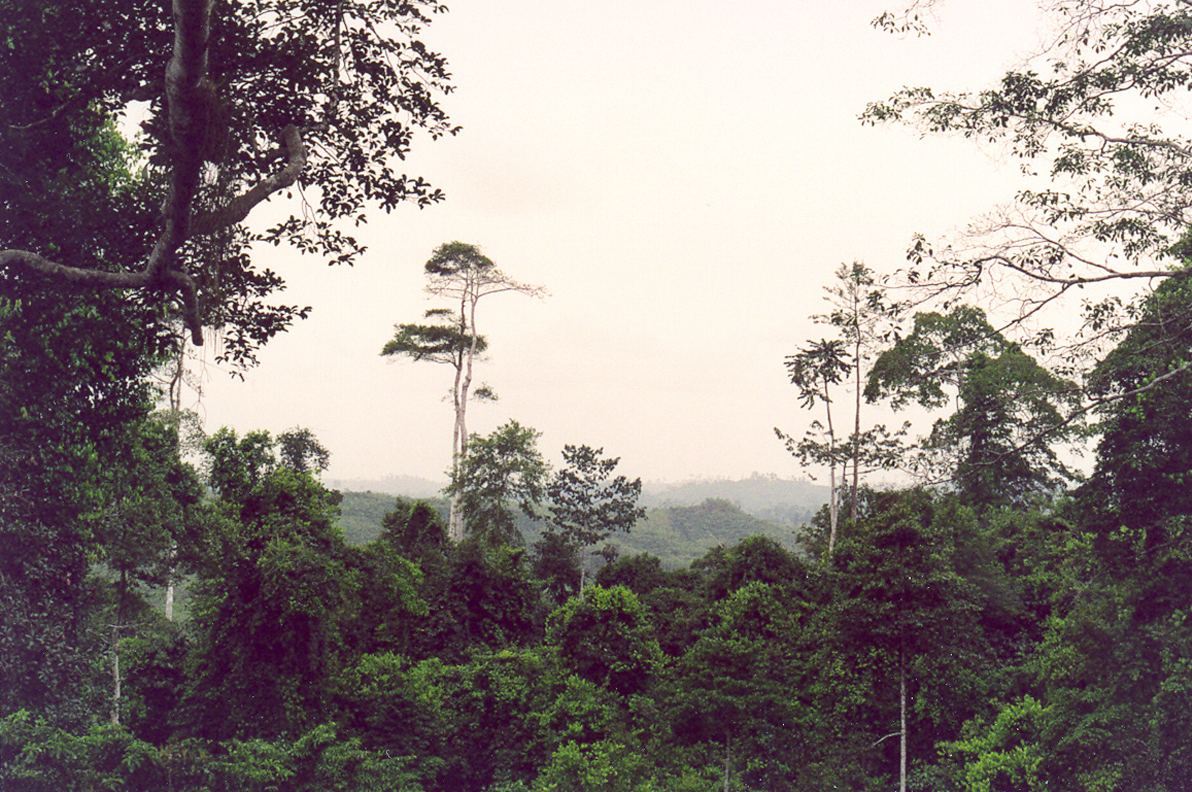
Regenwald im Kakum-Nationalpark, gesehen vom Canopy Walkway, einem Rundgang in den Baumkronen

In fast allen Landesteilen wurden Naturreservate errichtet, die sich erheblich in ihrer Größe und Zielrichtung voneinander unterscheiden. Es gibt vier verschiedene Arten von Naturreservaten:
Zum einen sind Nationalparks ausgewiesen worden, um einem möglichst großen Publikum die erhaltenswerte Natur vorzuführen und die Menschen für deren Schutz zu interessieren. Die wohl bekanntesten Nationalparks sind der Mole-Nationalpark im Norden Ghanas sowie der Kakum-Nationalpark aufgrund seiner Nähe zu den geschichtlich und daher touristisch interessanten Städten Cape Coast und Elmina.
Wildtierreservate haben zunächst den Zweck, die Population der heimischen Wildtierarten zu erhöhen. Einige Arten sind bereits der Jagd durch die Menschen zum Opfer gefallen. Im ganzen Land ist Bush-Meat, also Wildtierfleisch, sehr beliebt. Hier gibt es durchaus Unterschiede zwischen den einzelnen Volksgruppen.
Andere Schutzgebiete (Strict Nature Reserves) sind ausgewiesen worden, um Tierarten zu retten, die vom Aussterben bedroht sind. Diese Schutzgebiete sind nur mit einer speziellen Genehmigung zu besuchen. Diese Genehmigung wird in der Regel nur zu Forschungszwecken ausgestellt.
Ausdrücklich zur Rettung des Regenwaldes wurden Forstreservate eingerichtet, in denen grundsätzlich keine Rodungen stattfinden dürfen. In diesen Forstreservaten sollen Möglichkeiten untersucht und aufgezeigt werden, wie eine nachhaltige Forstwirtschaft betrieben werden kann. In den Forstreservaten soll eine ausgeglichene Vegetation der Forstwirtschaft eine breitere Grundlage verschaffen. Illegaler Holzeinschlag und Schmuggel stellen ein Problem dar. Durch unkontrolliertes Abholzen ist der Bestand des Regenwaldes weiterhin gefährdet.
Neben den Nationalparks gibt es in Aburi, das nördlich von Accra in den Akuakim-Bergen gelegen ist, einen botanischen Garten, der bereits 1890 durch die britischen Kolonialherren als landwirtschaftliche Forschungsstation angelegt wurde. Hier wachsen auch tropische Pflanzen, die in Ghana ursprünglich nicht vorkamen.

## Bevölkerung
Die Einwohner Ghanas werden heute korrekt als Ghanaer bezeichnet, veraltet ist die Bezeichnung Ghanesen.

### Demografie
Ghana hatte 2022 33,5 Millionen Einwohner. Das jährliche Bevölkerungswachstum betrug + 1,9 % und ist damit das geringste Bevölkerungswachstum aller Staaten im südlichen Westafrika. Zum Bevölkerungswachstum trug ein Geburtenüberschuss (Geburtenziffer: 27,1 pro 1000 Einwohner vs. Sterbeziffer: 7,6 pro 1000 Einwohner) bei. Die Anzahl der Geburten pro Frau lag 2022 statistisch bei 3,5, die der Region West- und Zentral-Afrika betrug 4,9. Die Lebenserwartung der Einwohner Ghanas ab der Geburt lag 2022 bei 63,9 Jahren. Der Median des Alters der Bevölkerung lag im Jahr 2021 bei 20,4 Jahren. Im Jahr 2023 waren 36,6 Prozent der Bevölkerung unter 15 Jahre, während der Anteil der über 64-Jährigen 3,6 Prozent der Bevölkerung betrug.
Die Bevölkerung Ghanas wuchs rasant an und hat sich von 1990 bis 2020 mehr als verdoppelt.
In der Tabelle sind die Ergebnisse der letzten Volkszählungen von 1984, 2000 und 2010 aufgelistet sowie die Schätzungen für die Jahre 1950 und 2020.
| Jahr          | Einwohner |
| ------------- | --------- |
| 1950          | 5,0 Mio.  |
| 1984 (Zensus) | 12,3 Mio. |
| 2000 (Zensus) | 18,8 Mio. |
| 2010 (Zensus) | 24,7 Mio. |
| 2021 (Zensus) | 30,8 Mio. |

Ghana hat im Vergleich zu den Nachbarländern (vor allem im Norden) einen höheren Grad an Wohlstand erreicht. Das ist der Grund, warum einige zehntausend Flüchtlinge aus Togo, Burkina Faso, Liberia, Niger und Nigeria dort leben.
Es gibt aus wirtschaftlichen Gründen eine ausgeprägte Wanderungsbewegung vom Land in die Städte, wo allerdings gerade auch für junge Menschen oftmals schlechte Lebensbedingungen herrschen. Vor allem junge Männer wandern daher ins Ausland ab, mit dem Ziel vorrangig in Europa oder Nordamerika Arbeit zu finden. Manche Familien sammeln Geld, um wenigstens ein junges Familienmitglied ins Ausland schicken zu können, damit er die Angehörigen in der Heimat versorgt.

### Bevölkerungsstruktur
Ghana ist ein Vielvölkerstaat, der aus beinahe ebenso vielen Ethnien wie Sprachgruppen heterogen zusammengesetzt ist. Die Bevölkerungszahl der unterschiedlichen Ethnien reicht von einigen hundert bis zu einigen Millionen Menschen.
| Anteil | Ethnie         |
| ------ | -------------- |
| 47,5 % | Akan           |
| 16,6 % | Mole-Dagbani   |
| 13,9 % | Ewe            |
| 7,4 %  | Ga-Dangme      |
| 5,7 %  | Gurma          |
| 2,5 %  | Grusi          |
| 1,1 %  | Mande          |
| 1,4 %  | andere Ethnien |

Mittlerweile werden immer häufiger Ehen zwischen Angehörigen unterschiedlicher Ethnien geschlossen, so dass die kleineren Volksgruppen langsam in den größeren aufgehen und die Grenzen zwischen den einzelnen Volksgruppen immer stärker verschwimmen. Diese Tatsache macht eine genaue Zuordnung zu den einzelnen Ethnien schwierig und führt zu stark abweichenden Angaben in verschiedenen Quellen.
Die wichtigste ethnische Gruppe sind die Akan (rund 47,5 Prozent), deren bekannteste Untergruppe die Aschanti sind. Minderheiten bilden die Mole-Dagbani (16,6 Prozent), die Ewe (13,9 Prozent), die Ga-Adangme (7,4 Prozent) und die Gurma (5,7 Prozent). Etwa 1,4 Prozent der Bevölkerung stammt aus Europa oder ist anderer ethnischer Herkunft wie beispielsweise Chinesen oder Libanesen.

### Sprachen
Mit 79 verschiedenen Sprachen und Idiomen ist die Sprachvielfalt recht groß. Amtssprache ist Englisch.
| Sprache  | Sprecher  |
| -------- | --------- |
| Akan     | 8.300.000 |
| Ewe      | 2.250.000 |
| Abron    | 1.050.000 |
| Farefare | 820.000   |
| Dagbani  | 800.000   |
| Dangme   | 800.000   |
| Ga       | 600.000   |
| Konkomba | 500.000   |
| Hausa    | 202.000   |

Die meisten Ghanaer wachsen bereits vor ihrem Schulbesuch mehrsprachig auf und lernen dann in der Schule zusätzlich die lokal dominierende Sprachgruppe Akan (80 Prozent) und/oder Englisch (70 Prozent). Nicht selten sprechen Ghanaer drei bis fünf Sprachen fließend. Viele Sprachen Ghanas sind bedroht, da die Zahl der Sprecher kontinuierlich abnimmt. Hauptursachen sind das größere Sozialprestige einzelner Sprachen (z. B. die Akan-Sprache Fante als Sprache des Handels), interethnische Eheschließungen und die Abwanderung von Sprechern in große Städte, in denen die Kinder die Mehrheitssprache übernehmen. Zusätzlich wird dem Französischen seitens der Regierung ein immer größerer Stellenwert eingeräumt, insbesondere im Bildungssystem. Seit 2006 ist Ghana assoziiertes Mitglied der Internationalen Organisation der Frankophonie (OIF).

### Religionen
Gemäß der Volkszählung von 2010 gehören in Ghana ca. 71,2 Prozent der Bevölkerung christlichen Kirchen an, die Mehrheit von ihnen protestantischen Glaubensgemeinschaften (18 Prozent) und charismatischen bzw. Pfingstkirchen (28,3 Prozent), der Rest zu der Römisch-katholischen Kirche (13,1 Prozent); andere christliche Konfessionen machen 11,4 Prozent aus. Ungefähr 17,6 Prozent werden dem Islam zugerechnet und etwa 5,2 Prozent gehören traditionellen Religionen an, vor allem zu der Religion der Akan und der Religion der Ga. 0,8 Prozent gehören anderen Glaubensrichtungen an und 5,3 Prozent sind konfessionslos.
Die Grenzen zwischen den verschiedenen Religionen sind nicht genau bestimmbar, da sich der traditionelle Glaube mit christlichen Hauptströmungen und Sekten vermischt hat. Viele christliche oder muslimische Ghanaer sehen im Besuch eines „Fetischpriesters“ keinen Widerspruch zu ihrer Religion. Alle hohen christlichen Feiertage sind nationale Feiertage, ebenso wie das Islamische Opferfest und das Fest des Fastenbrechens am Ende des Ramadan. Von einzelnen ethnischen Gruppen werden zudem die ihrer traditionellen Religion entsprechenden Feste gefeiert.

### Struktur und Migration
Die meisten Ghanaer leben in Großfamilien, die einerseits Unterstützung für Verwandte bereithalten und bei Problemen helfen, andererseits müssen viele Angehörige bis zur Hälfte ihres Lohnes an die Familie abgeben. Diese Strukturen weichen allerdings in den Städten immer mehr auf, so dass dort manche Eltern nicht mehr von ihren Kindern versorgt werden.
Im ganzen Land vollzieht sich eine starke Wanderung Richtung Süden. Jugendliche aus der Zentralregion ziehen nach Accra und Tema, um dort Arbeit zu finden, während Jugendliche aus den nördlichen Gebieten Zuflucht in Städten wie Kumasi und Sunyani suchen. Da ihr Ausbildungsstand meistens gering und das Arbeitsangebot begrenzt ist, landen sehr viele dieser Jugendlichen auf der Straße. Allein in Accra sind nach Angaben der Welthungerhilfe etwa 30.000 Kinder und Jugendliche obdachlos.
Im Jahre 2017 waren 1,2 % der Bevölkerung im Ausland geboren. Die meisten Migranten stammen aus Togo (90.000), Nigeria (70.000) und Burkina Faso (60.000).

### Bildung
| Bildungsdaten                          | Bildungsdaten             |
| -------------------------------------- | ------------------------- |
| Alphabetisierungsrate (2018)           | 79 %                      |
| Einschulungsrate Grundschule (2005)    | 65 % Jungen, 65 % Mädchen |
| weiterführende Schule (2005)           | 39 % Jungen, 35 % Mädchen |
| Durchschnittliche Bildungsdauer (2019) | 7,3 Jahre                 |

Seit der Unabhängigkeit Ghanas erweitert sich das Bildungsangebot des Landes kontinuierlich. Im Bildungswesen investierte die ghanaische Regierung zwischen 1992 und 2002 etwa 7 Prozent der gesamten Staatsausgaben. Bereits seit 1957 besteht eine allgemeine neunjährige Schulpflicht, die mit dem sechsten Lebensjahr beginnt. Im Jahr der Unabhängigkeit waren nur etwa 450.000 Grundschüler in den Schulen aufgenommen worden. Die Schulbildung erreicht nunmehr fast jedes Dorf, die Lehrer stellen teilweise Studenten oder Abiturienten, die ihren National Service, eine Art soziales Jahr, in einer Dorfschule absolvieren.
Das Bildungssystem war von Anfang an den Strukturen der ehemaligen Kolonialmacht Großbritannien angelehnt. Erst im Jahr 1986, während der Präsidentschaft von Jerry Rawlings, wurde das System verändert. Die allgemeine Schulpflicht besteht aus einer sechsjährigen Grundschule mit einem anschließenden dreijährigen Besuch der Junior Secondary School. Erst mit dem erfolgreichen Abschluss der Junior Secondary School kann ein Schüler die höhere Schulbildung in der Senior Secondary School beginnen, die weitere drei Jahre dauert, mit dem West African Senior Secondary Certificate Examination (WASSCE) (auch: Advanced Level Certificate) abschließt und zum Studium berechtigt. Alternativ kann ein Schüler eine technisch ausgerichtete Schule besuchen, deren Abschluss am ehesten mit dem deutschen Fachabitur vergleichbar ist. Damit kann ein Schüler die Hochschulzugangsberechtigung nach frühestens zwölf Jahren erlangen.
Auf die Ausbildung der Lehrer, bereits beginnend mit den Mitarbeitern in Kindergärten und den Grundschulen, wird immer mehr Wert gelegt. So dauert beispielsweise die Ausbildung eines regulären Grundschullehrers drei Jahre.
Vor allem im Norden und in den größeren Städten haben sich auch Koranschulen unter dem islamischen Teil der Bevölkerung durchgesetzt.
In Ghana gibt es 15 Universitäten in staatlicher Hand, 109 Universitäten in privater Hand, 10 staatliche Technical Universities und 46 staatliche Colleges of Education. Die Gründung von privaten Hochschulen nahm zu Beginn des 21. Jahrhunderts zu.
Es wird zudem ein Fernstudium für Abiturienten angeboten, die aufgrund von persönlichen oder praktischen Gegebenheiten nicht regelmäßig an den Vorlesungen in den Universitäten teilnehmen können.
2018 lag die Alphabetisierungsrate der erwachsenen Bevölkerung bei 79 %.

### Gesundheit

Entwicklung der Lebenserwartung in Ghana in Jahren

Das Gesundheitswesen stützt sich auf zwei Säulen. Einerseits versuchen der Staat und internationale Gesundheitsorganisationen bessere Bedingungen für die Volksgesundheit zu organisieren, zum anderen spielt die traditionelle Medizin eine starke Rolle. Die Kindersterblichkeit sinkt, die Versorgung der Mütter verbessert sich und die Zahl der Impfungen hat inzwischen eine Abdeckung von 80 Prozent der Bevölkerung erreicht. Die Gesundheitsausgaben des Landes betrugen im Jahr 2021 4,2 % des Bruttoinlandsprodukts.
Ghana hat neben den üblichen medizinischen Anforderungen zusätzlich das Problem der tropischen Krankheiten zu bewältigen. Malaria, Cholera, Typhus, Tuberkulose, Gelbfieber sowie Hepatitis A und Hepatitis B sind einige der am häufigsten auftretenden Krankheiten. Auch Bilharziose und Poliomyelitis sind ein großes Problem. Vom hier früher verbreiteten und gefürchteten Guineawurm (dracunculiasi, auch Medinawurm genannt) scheint allerdings heute keine besondere Gefährdung mehr für die Bevölkerung auszugehen. Im Jahr 1974 sollen 75 Prozent aller Krankheiten in einem direkten Zusammenhang mit unsauberem Wasser gestanden haben. Malaria zählt zu den häufigsten Todesursachen im Land. Etwa 40 Prozent der Krankenhausaufenthalte haben ihre Ursache in einer Malariaerkrankung. Bei der Kindersterblichkeit ist Malaria für ein Viertel aller Todesfälle verantwortlich.
Während der Trockenzeit zwischen Dezember und April werden im Nordosten des Landes immer wieder Fälle durch Meningokokken ausgelöster Meningitis gemeldet. Etwa 1,9 Prozent aller erwachsenen Personen waren 2007 mit HIV infiziert.
Ghana ist grundsätzlich kein Land, das aufgrund von Dürrekatastrophen oder sonstigen Problemen an einem Mangel an Nahrungsmitteln leidet. Die ungleiche Verteilung der Nahrungsmittel stellt jedoch ein Problem dar.
Die Lebenserwartung der Einwohner Ghanas ab der Geburt lag 2022 bei 63,9 Jahren (Frauen: 66,1, Männer: 61,8) und ist die zweithöchste in Westafrika. Die hohe Kindersterblichkeit und Säuglingssterblichkeit ist eine der Hauptursachen für den im Vergleich mit der westlichen Welt niedrigen Wert. Aufgrund verbesserter medizinischer Versorgung und einer Aufklärungsarbeit im Bereich der Hygiene sinkt die Rate der Kindersterblichkeit kontinuierlich. Die Sterblichkeitsquote von Kindern bis fünf Jahren sank in den letzten 20 Jahren erheblich. So starben im Jahr 1988 von 1000 Geburten noch 79,2 Jungen und 79,4 Mädchen. Bereits 1993 war die Zahl auf 63,4 bei Jungen und 62,2 bei Mädchen gesunken. Die Sterblichkeit bei unter 5-jährigen betrug 2022 42,3 pro 1000 Lebendgeburten.

## Geschichte

### Mythologie
Die alte Stadt Gana lag im Norden der heutigen Republik Ghana. Ghana war die arabische Schreibweise des afrikanischen Namens Gana, dessen Bedeutung unbekannt ist. Vergeblich haben Archäologen die weiten Flächen Westafrikas nach ihrem genauen Standort abgesucht. Viele Geschichten erzählen von ihrem Reichtum, der Macht ihrer Könige und der Schönheit ihrer Gebäude. Andere Geschichten handeln von der Ursache ihres Falls. Es folgt eine davon.
Die Stadt New Wagadoo, die heute Wa-Gana heißt, war die Hauptstadt von 80 Häuptlingen. Aber als der König starb und nur eine Tochter hinterließ, machten sich diese 80 Häuptlinge unabhängig. Die Prinzessin Tu-Bari war eine Frau von unübertrefflicher Schönheit und versprach jenem Mann die Ehe, der die 80 rebellischen Häuptlinge unterwerfen würde. Viele Prinzen, die von ihrer Schönheit gehört hatten, versuchten ihr Glück, aber keiner war erfolgreich. Schließlich erschien der König aus Gana namens Samba (stark). Er besiegte nacheinander die 80 rebellischen Häuptlinge und schickte einen jeden von ihnen zur Königin Annalia, damit er sich ihr unterwarf. Als sich der letzte Häuptling ergeben hatte, stimmte Annalia einer Ehe mit Samba zu, der König von Gana und Wa-Gana wurde. Einige Jahre später brach im Land eine verheerende Dürre aus und eine Hungersnot stand drohend bevor. Die Dürre wurde von einem Drachen namens Isa Bere verursacht, der in den Bergen von Futa Jallon lebte und den Fluss Niger leer trank. König Samba musste sich aufmachen und den Drachen bekämpfen. Sein berühmter Barde Tarafe, der als Erster Annalias Ruhm besungen hatte, begleitete ihn.
Acht Jahre lang kämpfte König Samba gegen den Drachen und zerbrach 800 Speere an dessen Schuppenhaut. Schließlich traf er mit seinem langen Schwert das Herz des Drachen, worauf das Ungeheuer starb und der Niger, der heilige Fluss Jolliba, wieder floss. Tarafe sang ein Loblied auf das Schwert. König Samba liebte das Gebirge und die bewaldeten Hänge und entschied sich, dort zu bleiben. Das alte Gana verfiel während seiner Abwesenheit.

### Vorgeschichte und Archäologie
Es wird davon ausgegangen, dass das Gebiet des heutigen Ghana irgendwann im Zeitraum von vor 150.000 bis vor 20.000 Jahren erstmals von Menschen besiedelt war. Diese ersten Bewohner waren Angehörige der Sango- oder Sangoan-Kultur – benannt nach ersten Fundplätzen in der Sango-Bucht auf der ugandischen Seite des Viktoria-Sees –, einer Kultur, die durch den Übergang von der älteren zur jüngeren Altsteinzeit charakterisiert werden kann. Das Einsetzen einer Phase extremer Trockenheit, die vor etwa 25.000 Jahren begann und bis etwa vor 13.000 Jahren andauerte, veranlasste die Menschen der Sangoan-Kultur jedoch zum Verlassen der immer unwirtlicher werdenden Ebenen. Die ältesten Keramikfunde auf dem Gebiet des heutigen Ghana wurden auf ein Alter von etwa 5800 Jahren datiert. Im Allgemeinen wird der Zeitpunkt des Auftretens von Keramik mit dem Beginn der Nahrungsmittelerzeugung durch Feldbau gleichgesetzt, auch wenn Beweise dafür aus der Frühzeit der Keramikpräsenz bislang fehlen.
Vor etwa 3800 bis circa vor 2000 Jahren erfuhr das Klima in Westafrika und dem westlichen Zentralafrika eine intensive Trockenphase mit starken Winden. In dieser Zeit existierte auf dem Gebiet des heutigen Ghana am Nordrand des Regenwaldgürtels etwa im Zeitraum von vor 4000 Jahren bis vor etwa 2700 Jahren mit der Kintampo-Kultur eine weitere vorgeschichtliche Kulturstufe. Die Kintampo-Kultur besaß eine sehr komplexe Wirtschaftsform, welche von einer Vermischung von feldbaulicher Waldlandbewirtschaftung und nahrungsproduzierender Viehhaltung in der Savanne gekennzeichnet war. Mit Sicherheit kann das Halten von Schafen und Ziegen für die Zeit vor 3750 bis 3550 Jahren nachgewiesen werden, wahrscheinlich wurden in der Spätzeit auch Rinder gehalten. Der durch die Trockenheit immer lichter werdende Regenwald und das plötzliche verstärkte Auftreten der Ölpalme, die Nahrung, Faser- und Baumaterial lieferte, förderte wahrscheinlich den Entwicklungsprozess einer feldbaulichen Waldlandbewirtschaftung. Dennoch scheinen auf dem Höhepunkt der Trockenphase die Menschen erneut die immer unfreundlicher werdenden Gegenden wieder verlassen zu haben.
Die heute als autochthon geltende Bevölkerungsschicht in Ghana und Togo sind im Wesentlichen Gruppen, die, beginnend im 9. und 10. Jahrhundert, in großen Gruppen aus Norden oder Nordosten kommend in die Gebiete südlich des Savannengürtels des Togo und Ghana einwanderten. Auslöser dieser Migrationsbewegung war eine Klimaveränderung, die mit Änderungen in der Vegetation der Savannengebiete verknüpft war. Aber auch das Erstarken von Alt-Gana und der Vorläuferstaaten des Mali-Reiches trugen zum Auslösen der Migrationsbewegung bei sowie auch ein gewisser Zwang zu mehr Segmentierung innerhalb der Sozialordnung, der letztlich den Druck auf eine freiwillige Abspaltung vom bisherigen Volksverband erhöhte. Zwischen dem 11. und 15. Jahrhundert haben große Bewegungen im Volta-Becken stattgefunden. Aber diese Einwanderergruppen sind nicht über große Räume hinweg gewandert, sondern sie sind mehr oder weniger allmählich in Nachbargebiete eingedrungen, aus denen sie wieder durch das Sich-Einschieben weiterer Völker aus dem Norden in weiter südlich gelegene Gebiete gedrängt wurden.

### Mittelalter und frühe Neuzeit
Der moderne Staat Ghana hat seinen Namen vom alten Reich Ghana, das geografisch einige Tausend Kilometer nordwestlich gelegen war und in keinem ethnischen oder historischen Zusammenhang zum heutigen Staat Ghana steht. Auf dem Gebiet des heutigen Staates gab es in vorkolonialer Zeit mehrere große Reiche beziehungsweise Föderationen. Die ersten dieser Staatswesen, die Reiche der Dagomba, Mamprusi oder der Gonja, entstanden in der Savannenregion von Nordghana und waren kulturell vom weiter nördlich gelegenen Reich der Mossi und damit dem Islam geprägt. Die Macht ihrer Reiterheere endete am Regenwaldgürtel. In der Regenwaldzone siedelten sich aus dem Norden kommend ab etwa 1300 n. Chr. Akanvölker an und gründeten verschiedene kleinere Reiche. Um 1600 begann dort in Zentralghana der Aufstieg des Aschantireichs zur beherrschenden Macht im gesamten heutigen Ghana. Die Aschantiföderation war eines der wenigen afrikanischen Reiche, das es bis Ende des 19. Jahrhunderts mit den britischen Kolonialtruppen aufnehmen konnte und diese in mehreren Kriegen schlug. Erst Anfang des 20. Jahrhunderts wurde es endgültig von den britischen Kolonialherren bezwungen. Mit dem Aschantireich konkurrierten im Süden des Landes die mit den Briten verbundenen Fantistaaten, die sich Ende des 19. Jahrhunderts zur Konföderation der Fanti zusammenschlossen.

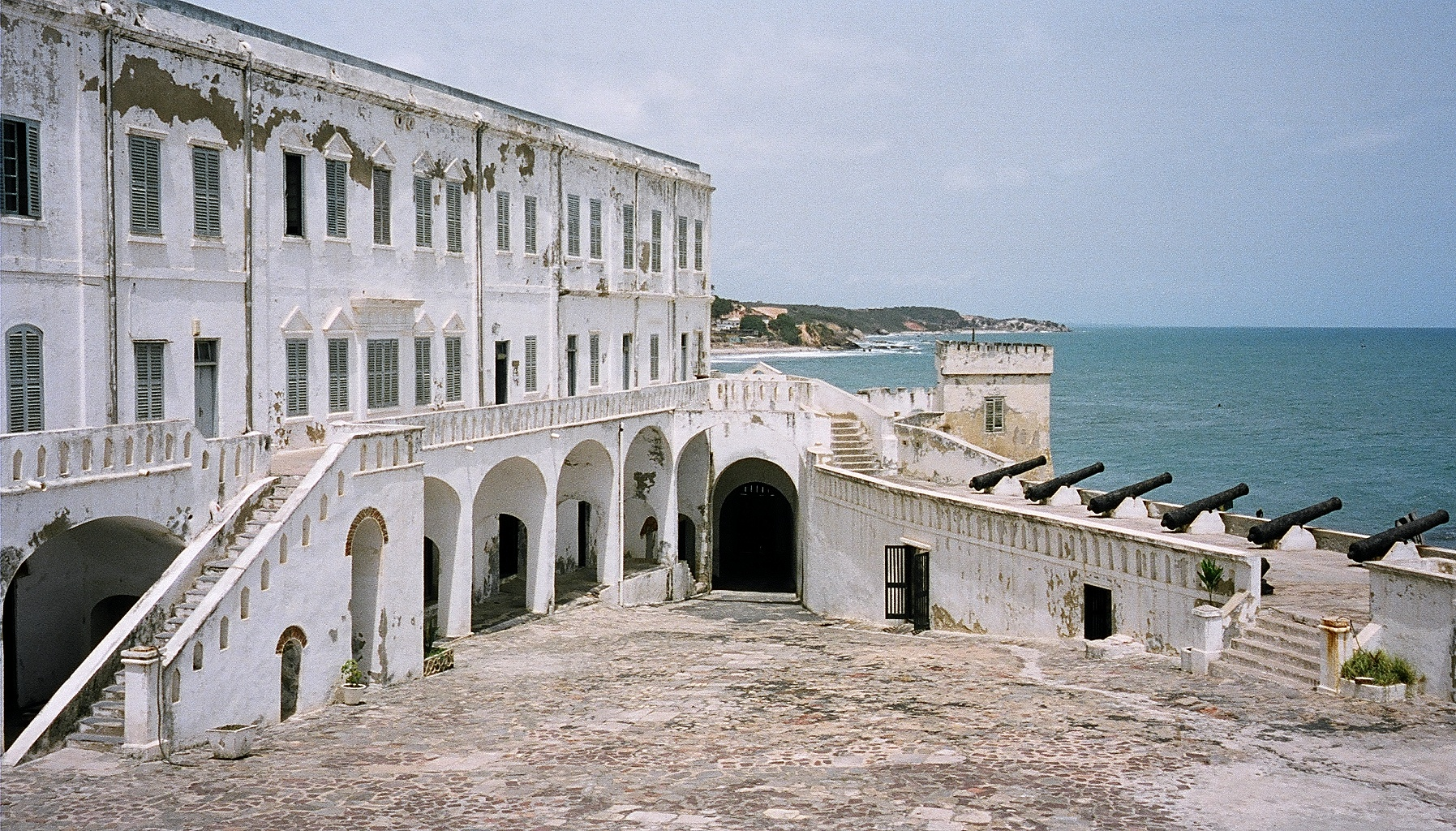
Cape Coast Castle

An der Goldküste reihten sich seit dem 17. Jahrhundert die befestigten Niederlassungen europäischer Mächte (Portugiesen, Engländer, Niederländer, Brandenburger, Schweden, Dänen) in einer Dichte aneinander wie in keinem anderen Gebiet Afrikas. Groß Friedrichsburg in Princes Town war beispielsweise im 17. Jahrhundert eine brandenburgisch-preußische Festung.

### Kronkolonie Goldküste

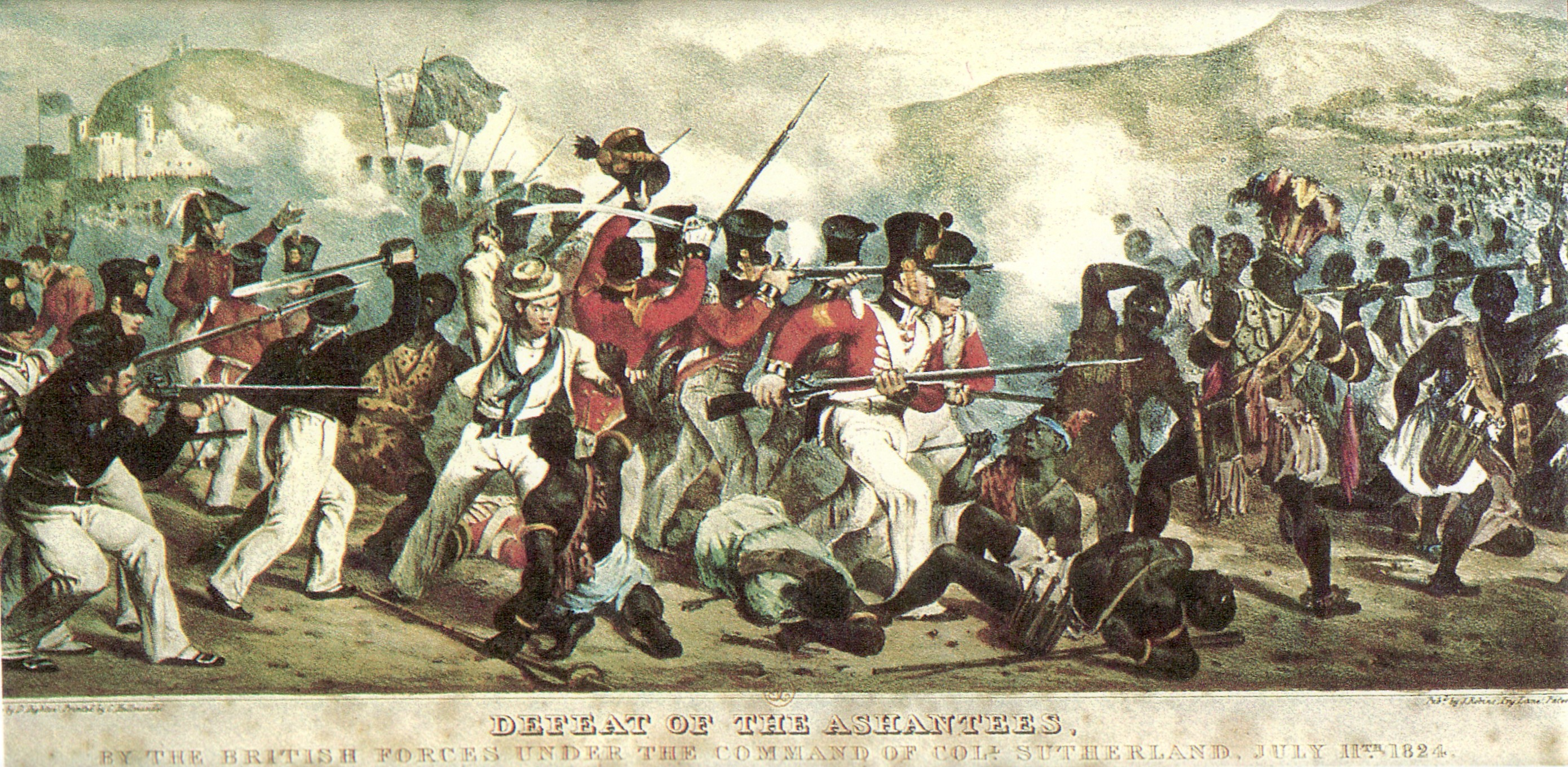
Ashanti-Gefecht am 11. Juli 1824

Um 1820 übernahm das Colonial Office die britischen Handelsposten an der Goldküste. Zwischen den Briten und dem Volk der Fanti wurde ein Abkommen geschlossen, um sich gegen die Aschanti aus dem Binnenland zu verteidigen. Im Jahr 1874 erklärten die Briten den Küstenstreifen zur Kronkolonie. Das Aschantigebiet im Innern des Landes und auch die so genannten „Nördlichen Territorien“ wurden 1901 endgültig annektiert und vom Gouverneur in Accra direkt verwaltet. Einigen Küstenstädten wurde bereits Mitte des 19. Jahrhunderts indigene Gemeinderäte zugestanden. 1925 kam es unter Gouverneur Gordon Guggisberg zu einer Verfassungsreform. Im Aschantiland und in den Nordterritorien wurde die indirect rule eingeführt. Die dortigen traditionellen Oberhäupter waren dem Gouverneur in Accra direkt unterstellt. In der eigentlichen Colony an der Küste wurde ein Legislativrat mit 29 Mitgliedern eingeführt, in welchem erstmals neun Afrikaner vertreten waren. Für Ghana bedeutete die Kolonialisierung nicht nur Schlechtes, denn der Lebensstandard verbesserte sich signifikant, nachdem zu Beginn des 20. Jahrhunderts der Kakaoanbau einsetzte. Ähnliches lässt sich auch nach dem Zweiten Weltkrieg erkennen. Insgesamt wies Ghana zu diesen Zeiten höhere Lebensstandards auf als in der Zeit nach der Unabhängigkeit.
Am Zweiten Weltkrieg nahmen über 40.000 Soldaten aus der Goldküste auf der Seite des Britischen Empires teil. Der Großteil davon wurde in Südostasien eingesetzt.

### Weg zur Unabhängigkeit
Durch die so genannte Burns-Constitution wurden 1946 den Nordterritorien und dem Aschantiland Sitze im Legislativrat zugesprochen. Die Stellung der traditionellen Häuptlinge wurde dadurch weiter gestärkt.
1947 bildete sich die United Gold Coast Convention (UGCC), zu deren Sekretär Kwame Nkrumah ernannt wurde. Er und weitere Führer der UGCC wurden ein Jahr später nach Unruhen in Accra vorübergehend inhaftiert. Dieses Jahr kann als Wendepunkt in der ghanaischen Geschichte angesehen werden.
In den folgenden zwei Jahren machte vor allem die Nationalbewegung um Kwame Nkrumah – der sich inzwischen von der UGCC getrennt und die Convention People’s Party (CPP) gegründet hatte – von sich reden. Sie organisierte Boykotte und Streiks und forderte von Großbritannien das Selbstbestimmungsrecht („Self-Government Now!“). 1950 wurde Nkrumah von den Briten inhaftiert. Dennoch konnte die CPP bei den anstehenden Wahlen einen großen Sieg erringen. Die Wahlen im Jahr darauf gewann sie ebenfalls mit überwältigender Mehrheit. Nkrumah wurde von Gouverneur Charles Noble Arden-Clarke (1949–1957) freigelassen und umgehend in die Regierung aufgenommen. Seit 1952 war er Premierminister.
Unter britischer Verwaltung wurde 1954 das aktive und passive Frauenwahlrecht eingeführt. In der Praxis behinderten die komplizierten Wahlvorschriften auch nach dem Erlangen des Rechts einer beschränkten Selbstverwaltung (außer im Norden) 1951 und nur Mabel Dove Danquah gelang es, 1954 in das koloniale gesetzgebende Gremium gewählt zu werden.

### Wiedererlangung der Unabhängigkeit
Am 6. März 1957 wurden die britische Kronkolonie Goldküste und Britisch-Togoland unter dem Namen Ghana unabhängig. Im Mai 1956 hatte sich in Britisch-Togoland, also in dem seit dem Ende des Ersten Weltkriegs unter britischer Verwaltung stehenden Teil der ehemaligen deutschen Kolonie Togo, in einer Volksabstimmung eine Mehrheit für den Anschluss an den neuen Staat entschieden.
Der 6. März wurde bewusst als Tag der Unabhängigkeitserklärung gewählt, da am 6. März 1844 die Fanti-Föderation einem Vertrag mit den Briten zugestimmt hatte, durch den die Föderation zu einem britischen Protektorat wurde. Das Aschantiland und die Northern Territories wurden erst 1901 endgültig von Großbritannien annektiert.
Nach der wiedererlangten Unabhängigkeit wurden die Verbindungen mit Großbritannien jedoch nicht gekappt. Ghana wurde als erstes schwarzafrikanisches Land Vollmitglied im Commonwealth of Nations – von 1957 bis 1960 als Commonwealth Realm, seither als Republik.
Das Frauenwahlrecht wurde bei der Unabhängigkeit 1957 bestätigt.

### Zeit der Militärputsche

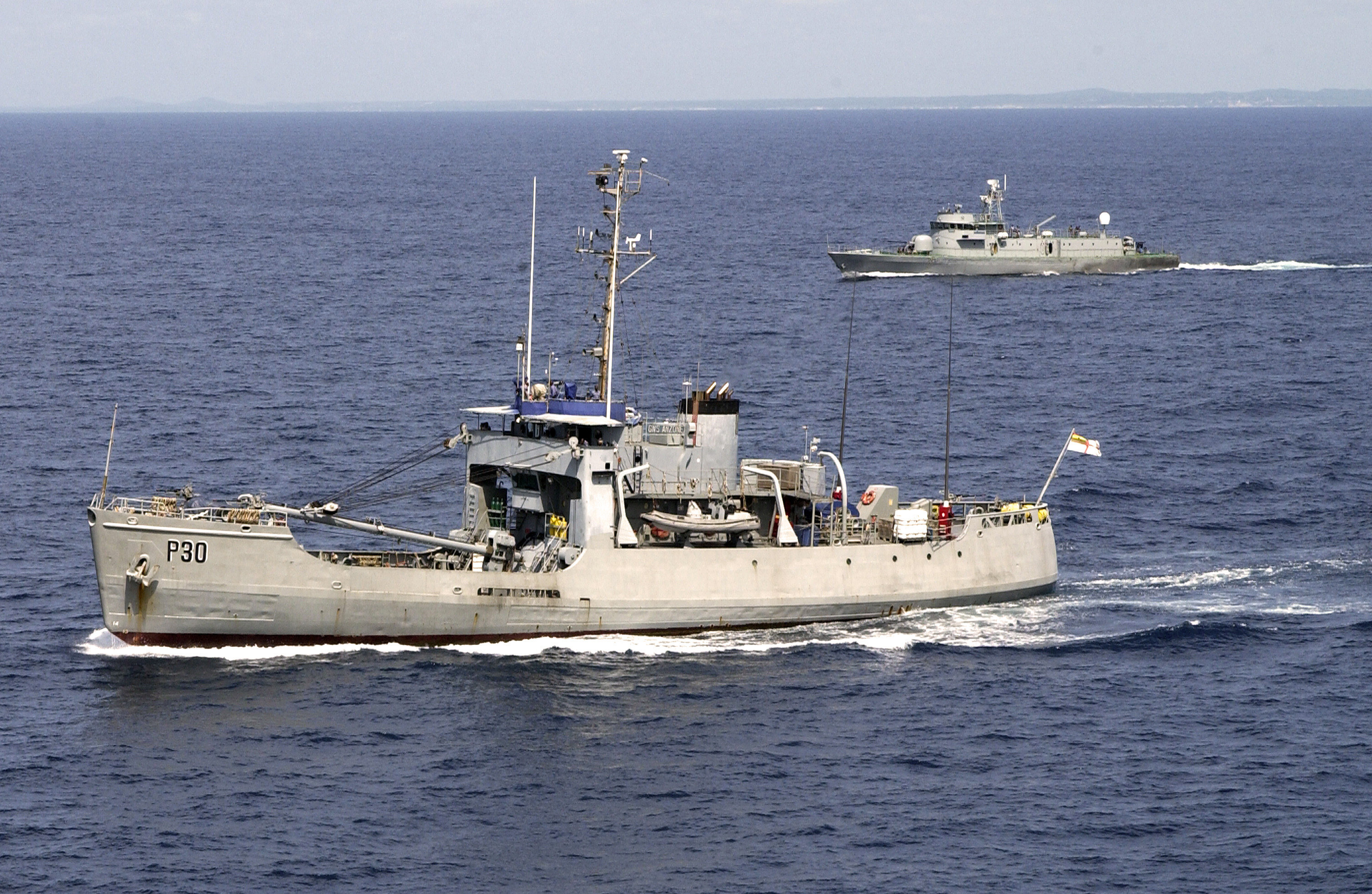
Die Patrouillenboote GNS Anzone (P 30) und GNS Achimota (P 28) der ghanaischen Marine im Oktober 2005

In den Jahren 1966, 1972, 1978 und 1979 putschte das Militär. Auch die Militärregierungen wurden der Schwierigkeiten nicht Herr. Unter der Herrschaft der kleptokratischen Militärjunta von Ignatius Kutu Acheampong geriet das Land noch weiter in die Schuldenfalle. Korruption und Willkür bestimmten in den 1970er-Jahren die Politik des Landes. 1981 putschte der Luftwaffenhauptmann Jerry Rawlings, nachdem er zwischenzeitlich die Macht an eine demokratisch gewählte Regierung zurückgegeben hatte, ein zweites Mal und herrschte zunächst diktatorisch. Eine 1985 mit Burkina Faso vereinbarte Westafrikanische Union scheiterte 1987. Während seiner Herrschaft verhalf Rawlings Ghana unter anderem mit Hilfe von Weltbank und IWF wieder zu wirtschaftlicher Stabilität.

### Demokratische Entwicklung
1992 gab Jerry Rawlings Ghana eine demokratische Verfassung, in der freie Wahlen, Meinungs- und Pressefreiheit, das Recht auf körperliche Unversehrtheit und die Gleichheit vor dem Gesetz garantiert wurden. Das Einparteiensystem wurde abgeschafft. Die von der UNO festgeschriebenen Menschenrechte wurden ebenso anerkannt. Nach den Wahlen 1993 und 1996 herrschte Rawlings als gewählter Präsident weiter. Nachdem Rawlings laut Verfassung bei den Wahlen 2000 nicht ein drittes Mal antreten durfte, gewann John Agyekum Kufuor (NPP) die Wahl gegen den früheren Vizepräsidenten John Atta Mills (NDC). Kufuor wurde bei den Wahlen im Dezember 2004 im Amt bestätigt. Im Jahr 2008 fanden erneut freie demokratische Wahlen statt. Aus Verfassungsgründen konnte sich Präsident Kufuor nicht mehr zur Wahl stellen. Den ersten Wahlgang am 7. Dezember hatte Nana Akufo-Addo gewonnen, aber die absolute Mehrheit verfehlt. In der folgenden Stichwahl setzte sich NDC-Politiker Atta-Mills mit 50,23 Prozent der Stimmen durch, während Akufo-Addo nur auf 49,77 Prozent kam, so die Wahlkommission Anfang Januar 2009. Am 24. Juli 2012 verstarb John Atta Mills unerwartet in Accra. Der bisherige Vizepräsident John Dramani Mahama legte am selben Tag den Amtseid als Nachfolger ab.
Im Dezember 2012 wurde Mahama mit 50,7 Prozent der Stimmen im Amt bestätigt, sein Herausforderer Akufo-Addo erhielt 47,8 Prozent der Stimmen. Bei den Wahlen am 7. Dezember 2016 traten insgesamt sieben Präsidentschaftskandidaten an, darunter der bisherige Präsident John Mahama und der oppositionelle Kandidat Nana Akufo-Addo. Akufo-Addo erhielt 53,85 Prozent der Stimmen, Mahama kam auf 44,40 Prozent. Damit verlor zum ersten Mal in der Geschichte Ghanas ein amtierender Präsident sein Amt durch eine demokratische Wahl. Am 7. Januar 2017 wurde Akufo-Addo als Präsident vereidigt. Im Dezember 2020 wurde Akufo-Addo als Präsident wiedergewählt. Die Präsidentschafts- und Parlamentswahl in Ghana 2024 gewann John Dramani Mahama, der damit seine dritte Amtszeit antreten durfte, gegen Mahamudu Bawumia.

## Politik

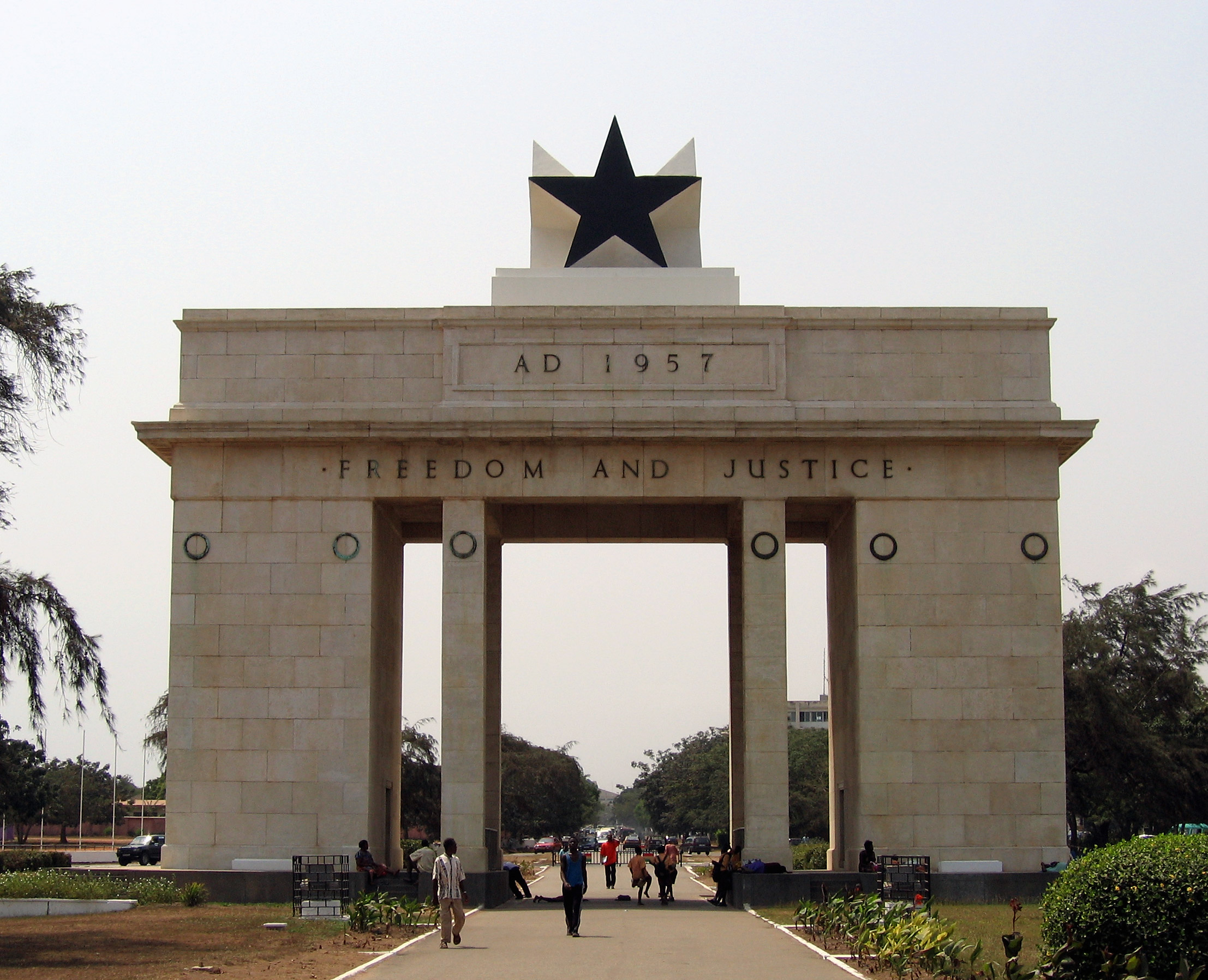
Der Black Star Arch in Accra ist nationales Symbol für Ghanas Unabhängigkeit

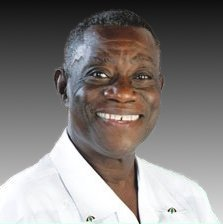
Präsidentschaftswahl-Poster von John Atta-Mills, 2009 bis 2012 Präsident Ghanas

### Politisches System
Ghana erhielt am 6. März 1957 als erstes Land Afrikas die Unabhängigkeit von Großbritannien. Seither gab es verschiedene Phasen der Demokratie und militärischer Putsche. Seit dem 7. Januar 1993 besteht die bisher als stabil bewertete vierte Republik in der Form einer Präsidialrepublik im Commonwealth mit einem Einkammerparlament. Seit den Wahlen von 2012 wurde die Anzahl der Parlamentssitze von 230 auf 275 angehoben. Die Judikative ist streng von den anderen beiden Staatsgewalten getrennt. Das Mehrheitswahlrecht bevorzugt die beiden großen Parteien im Lande, die beinahe alle Sitze im Parlament und den regionalen Vertretungen innehaben. Obwohl Ghana Mitglied des Commonwealth of Nations ist, wird das Land als Präsidialrepublik organisiert.
Parlament und Präsident werden für eine Amtszeit von jeweils vier Jahren direkt vom Volk gewählt. Sitz des Präsidenten ist die ehemalige Sklavenburg Osu Castle an der Küste der Hauptstadt Accra.
Die Verfassung Ghanas garantiert der Bevölkerung neben den umfassenden Menschenrechten insbesondere die Freiheit, sich zu versammeln und Parteien und Gewerkschaften zu gründen. Eine Vielzahl von Parteien, die nach der Verfassung allerdings nationale und keine lokalen Interessen oder Interessen von einzelnen Ethnien zu vertreten haben, wurde in der Vergangenheit gegründet. Zurzeit sind zehn Parteien registriert. Unter dem Trade Union Congress (TUC) sind 16 Einzelgewerkschaften Ghanas zusammengefasst.
Ghana ist in 16 Regionen unterteilt, die eine eigene Gerichtsbarkeit, eine regionale Regierung und eine eigene Verwaltung stellen. Diese Regionen sind in 216 kleinere Distrikte unterteilt, die in ihrem Bereich durch lokal ansässige Verwaltungseinheiten zur Machtverteilung im Land beitragen und auch der großen ethnischen Breite der Bevölkerung in kleinen Einheiten besser Rechnung tragen können. Für Gesetzgebung auf regionaler Ebene ist das „House of Chiefs“ zuständig. Dabei vertreten die sogenannten „Häuptlinge“ (Chiefs) ihre jeweilige Abstammungslinie analog zum Organisationssystem des vorkolonialen Aschantireichs. Diese Chiefs haben auf lokaler Ebene viel Macht und haben die Rolle von Schlichtern inne. Die Rolle der Chiefs ist in der Verfassung von 1992 verankert.

### Politische Indizes
| Name des Index                     | Indexwert    | Weltweiter Rang | Interpretationshilfe | Jahr |
| ---------------------------------- | ------------ | --------------- | --- | ---- |
| Fragile States Index               | 60,8 von 120 | 106 von 179     | Stabilität des Landes: Warnung 0 = sehr nachhaltig / 120 = sehr alarmierend Rang: 1 = fragilstes Land / 179 = stabilstes Land | 2024 |
| Demokratieindex                    | 6,24 von 10  | 65 von 167      | Unvollständige Demokratie 0 = autoritäres Regime / 10 = vollständige Demokratie                                               | 2024 |
| Freedom in the World Index         | 80 von 100   | —               | Freiheitsstatus: frei 0 = unfrei / 100 = frei                                                                                 | 2024 |
| Rangliste der Pressefreiheit       | 67,7 von 100 | 50 von 180      | Erkennbare Probleme für die Pressefreiheit 100 = gute Lage / 0 = sehr ernste Lage                                             | 2024 |
| Korruptionswahrnehmungsindex (CPI) | 42 von 100   | 80 von 181      | 0 = sehr korrupt / 100 = sehr sauber                                                                                          | 2024 |

### Menschenrechte
Dem Land wird von europäischen Beobachtern, verglichen mit den Nachbarländern, eine relativ hohe Beachtung der Menschenrechte attestiert.
Im Jahresbericht 2009 der Menschenrechtsorganisation Amnesty International wird jedoch unter anderem bemängelt, dass die Strafjustiz zu langsam arbeite und die Gefängnisse überfüllt sind. Auch der Umstand, dass keine Schritte zur Abschaffung der Todesstrafe unternommen wurden, findet in dem Bericht Erwähnung. In Ghana ist seit 1993 kein zum Tod verurteilter Häftling mehr hingerichtet worden. Dennoch ist die Todesstrafe weiterhin im Strafgesetz verankert.
Laut Amnesty International werden in Ghana jährlich tausende Menschen Opfer rechtswidriger Zwangsräumungen oder waren von Zwangsräumung bedroht.
Gemäß einer Ende 2020 veröffentlichten Studie der Universität Chicago gehen in Ghana und der Elfenbeinküste – alleine in der Kakaoproduktion – mehr als 1,5 Millionen Minderjährige Kinderarbeit nach.
Diskriminierung und Gewalt gegen Frauen ist an der Tagesordnung, obwohl neue Gesetze eigentlich zu einer Besserung der Situation beitragen sollten. Schätzungen zufolge war jede dritte Frau von familiärer Gewalt betroffen. Das seit 2007 geltende Gesetz gegen familiäre Gewalt zeigte offensichtlich noch keine Wirkung. Auch die weibliche Genitalverstümmelung findet Anwendung.
In Ghana fällt das Problem der „Heimsklaverei“ auf. In einigen Gebieten Ghanas werden vor allem Mädchen aufgrund der Verschuldung der Eltern von wohlhabenden Personen als Pfand beansprucht oder mit dem Versprechen auf Ausbildung und Jobs ausgebeutet.
Homosexualität unter Männern ist illegal und wird strafrechtlich verfolgt. Menschen, die zu sexuellen Minderheiten (LGBT) gehören, werden massiv diskriminiert, gedemütigt und mitunter von der Polizei erpresst. Homosexuelle Männer sind in Gefängnissen oft sexuellen und sonstigen körperlichen Misshandlungen ausgesetzt.
Laut einem im Jahr 2009 veröffentlichten Bericht des US-Außenministeriums gibt es gesellschaftliche Diskriminierung gegenüber Menschen mit Behinderungen. Auch gebe es gesellschaftliche Diskriminierung gegenüber Menschen mit HIV/AIDS. Der Bericht erwähnt auch Handel mit Frauen und Kindern, ethnische Diskriminierung, politisch und ethnisch motivierte Gewalt sowie Kinderarbeit einschließlich Zwangsarbeit von Kindern.

### Außenpolitik
Die aktuelle Außenpolitik orientiert sich an den westlichen Staaten, vor allem an den USA. Ghana hat ein großes Gewicht in Westafrika und gilt als stabilisierender Faktor. Die Regierungen Ghanas haben in der Vergangenheit mehrfach internationale humanitäre und militärische Einsätze unterstützt. Es besteht eine teilweise langjährige Mitgliedschaft in vielen internationalen Organisationen. Seit 1957 ist das Land Mitglied der Vereinten Nationen, deren ehemaliger Generalsekretär Kofi Annan gebürtiger Ghanaer ist, und im Commonwealth of Nations. Ghana war 1963 eines der Gründungsmitglieder des OAE, der Vorgängerorganisation der Afrikanischen Union. Weitere Mitgliedschaften bestehen bei dem EG-AKP Abkommen zwischen der EU und einigen afrikanischen, karibischen und pazifischen Staaten, der Welthandelsorganisation, der Westafrikanischen Wirtschaftsgemeinschaft ECOWAS, der UNESCO, der Weltgesundheitsorganisation, der Internationale Arbeitsorganisation, der Ernährungs- und Landwirtschaftsorganisation und dem Internationalen Währungsfonds.
Das Land hat an vielen Friedensmissionen der Vereinten Nationen teilgenommen, unter anderem in Afrika in Burundi, der Elfenbeinküste, der Demokratischen Republik Kongo und Ruanda, im Kosovo und im Libanon.

### Militär
Ghana verfügt über eigene Streitkräfte mit insgesamt etwa 14.000 Soldaten. Die Streitkräfte sind gegliedert in Heer, Marine, und Luftwaffe. Es besteht keine gesetzliche Wehrpflicht. Das ghanaische Militär war in den drei Jahrzehnten nach der Unabhängigkeit Ghanas an mehreren Militärputschen beteiligt.
Accra ist Sitz des Verteidigungsministeriums sowie Sitz des Hauptquartiers der militärischen Führung der Streitkräfte. Am Flughafen Accra wird von der Luftwaffe ein militärischer Teil genutzt. In Tamale und in Takoradi befinden sich Militärstützpunkte sowie Militärflugplätze. In Kumasi wurde eine Versorgungseinheit eingerichtet. Die Marineeinheiten schützen die Gewässer im Inland (Volta-See) sowie die Fischereiinteressen und militärischen Zonen im Atlantik.
Das Waffeninventar der ghanaischen Streitkräfte ist ein Mix aus russischer, chinesischer und westlicher Ausrüstung. Die Spitzenlieferanten von Rüstungsgütern seit 2010 sind China, Deutschland, Spanien und Russland. Die Staatsausgaben für das Militär liegen mit 0,4 % der Wirtschaftsleistung auf sehr niedrigem Niveau (Platz 163 im Jahr 2022).
Ghana ist Mitglied der Vereinten Nationen und engagiert sich seit mehreren Jahrzehnten bei UN-Friedensmissionen. Das Kofi Annan International Peacekeeping Training Centre (KAIPTC) wurde in der Nähe von Accra eingerichtet und dient der Ausbildung und Schulung von Personal für den Friedenseinsatz. Jährlich werden hier Personen aus dem Militär, der Polizei oder Justiz aus Ghana und anderen westafrikanischen Ländern für die Durchführung von Friedensmissionen weitergebildet, wobei auch Ausbilder aus Deutschland eingesetzt werden.

## Verwaltungsgliederung
Ghana gliedert sich seit Februar 2019 in 16 Regionen mit jeweils einem „Regional Minister“ an der Spitze.
| Region        | Hauptstadt       | Fläche (km²) | Bevölkerung 2019 |
| ------------- | ---------------- | ------------ | ---------------- |
| Ahafo         | Goaso            | 5.193        | 599.900          |
| Ashanti       | Kumasi           | 24.389       | 5.792.200        |
| Bono          | Sunyani          | 11.107       | 1.142.500        |
| Bono East     | Techiman         | 23.257       | 1.108.200        |
| Central       | Cape Coast       | 9.826        | 2.563.200        |
| Eastern       | Koforidua        | 19.323       | 3.244.800        |
| Greater Accra | Accra            | 3.245        | 4.943.100        |
| North East    | Nalerigu         | 9.074        | 575.600          |
| Northern      | Tamale           | 25.448       | 1.905.600        |
| Oti           | Dambai           | 11.066       | 742.700          |
| Savannah      | Damongo          | 35.862       | 581.400          |
| Upper East    | Bolgatanga       | 8.842        | 1.273.700        |
| Upper West    | Wa               | 18.476       | 849.100          |
| Volta         | Ho               | 9.504        | 1.865.300        |
| Western       | Sekondi-Takoradi | 13.847       | 2.165.200        |
| Western North | Wiawso           | 10.074       | 928.000          |

Die einzelnen Regionen untergliedern sich wiederum in kleinere Bezirke, die so genannten districts. Zunächst gab es 110 Distrikte, doch wurde diese Zahl in einer Verwaltungsreform auf nunmehr 260 (Stand 2019) angehoben.

### Größte Städte
Im Jahr 2023 lebten 59 Prozent der Einwohner Ghanas in Städten. Die größten Städte in Ghana waren (nach Daten der Volkszählung):
| Stadt | Volkszählung 1984 | Volkszählung 2000 | Volkszählung 2010 | Region               |
| --- | ----------------- | ----------------- | ----------------- | -------------------- |
| Accra | 867.459           | 1.659.136         | 2.070.463         | Greater Accra Region |
| Kumasi | 489.586           | 1.171.311         | 2.035.064         | Ashanti Region       |
| Tamale | 135.952           | 293.879           | 371.351           | Northern Region      |
| Takoradi | 61.484            | 175.438           | 311.206           | Western Region       |
| Ashaiman | 50.918            | 150.312           | 190.972           | Greater Accra Region |
| Tema | 100.052           | 141.479           | 139.784           | Greater Accra Region |
| Teshie | 59.552            | keine Angaben     | keine Angaben     | Greater Accra Region |
| Cape Coast | 57.224            | 118.105           | 169.894           | Central Region       |
| Sekondi | 55.712            | 114.157           | 228.342           | Western Region       |
| Obuasi | 60.617            | 115.564           | 143.644           | Ashanti Region       |
| Aufgrund der fehlenden Meldepflicht und nicht regelmäßig stattfindenden Volkszählungen sind die aktuellen Einwohnerzahlen lediglich Hochrechnungen. Die letzte Volkszählung hat im Jahr 2010 stattgefunden. |                   |                   |                   |                      |

Accra ist die größte Stadt des Landes und zugleich Hauptstadt mit Regierungssitz. Die Küstenstadt Accra ist ein Schmelztiegel beinahe aller in Ghana vertretenen Ethnien sowie zahlreicher Ausländer.

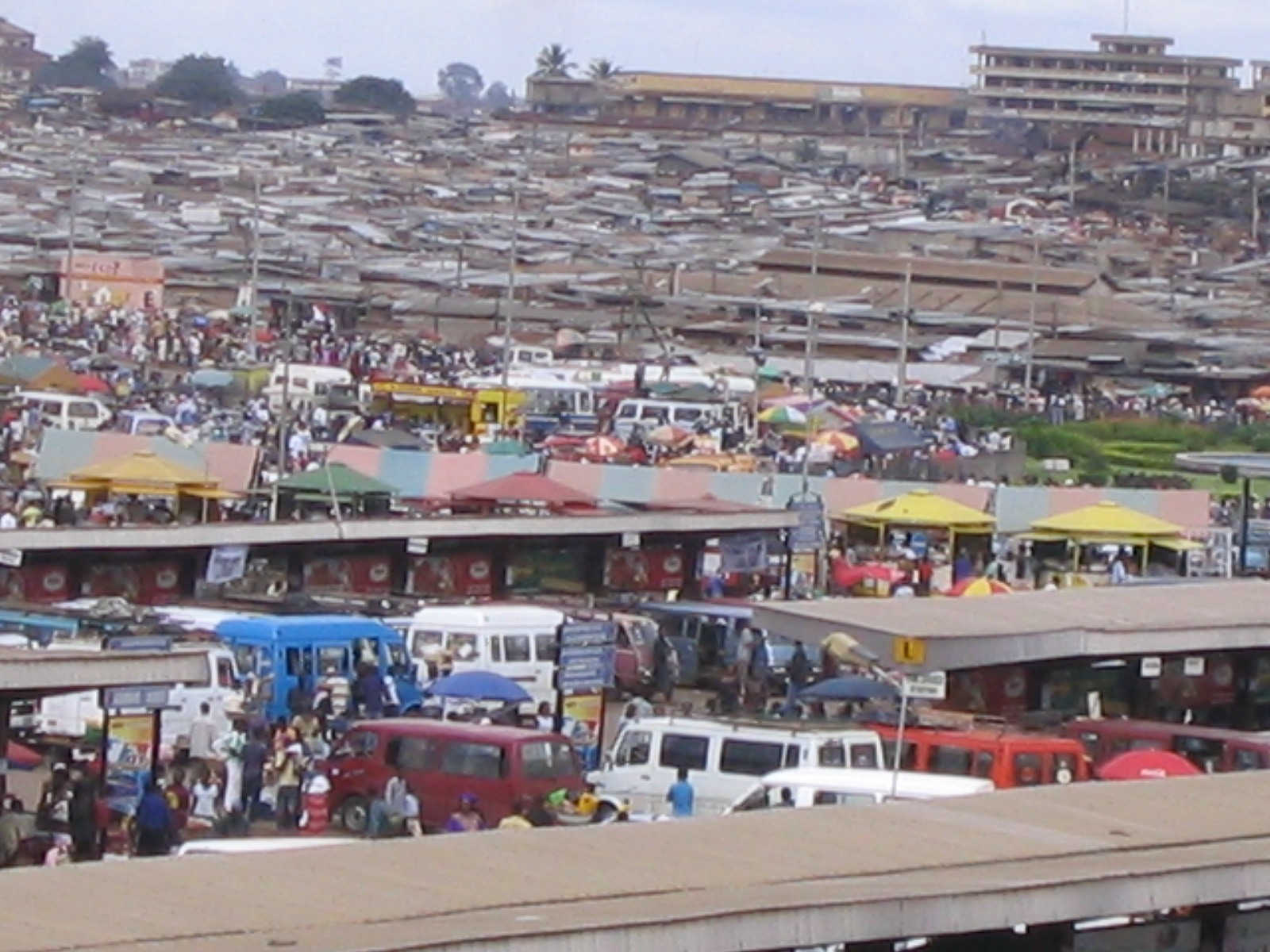
Markt in Kumasi, Aschanti-Region

Kumasi liegt etwa 220 km von der Küste entfernt im Landesinneren und ist nicht nur die zweitgrößte Stadt des Landes, sondern auch Hauptstadt der größten Volksgruppe, der Aschanti. Das über 300 Jahre alte Kumasi ist eine der traditionsreichsten Städte des Landes und wird aufgrund seiner Grünanlagen und Straßenbegrünungen von den Ghanaern auch Gardentown genannt. Als Verwaltungshauptstadt der Aschanti-Region ist Kumasi ein wichtiges Kultur-, Handels- und Verwaltungszentrum für das gesamte Land. In Kumasi lebt der Asantehene, das traditionelle – und immer noch einflussreiche – Oberhaupt der Aschanti.
Tamale, die Hauptstadt der Northern Region, ist die mit Abstand größte Stadt des gesamten Nordens. Anders als Accra und Kumasi, deren Bevölkerung überwiegend aus Anhängern christlicher Glaubensrichtungen besteht, leben in Tamale überwiegend Muslime.
Die Städte Sekondi und Takoradi werden häufig als eine Stadt genannt, da sie inzwischen nahezu zusammengewachsen sind. Die Stadtkerne liegen kaum zehn Kilometer auseinander. Man spricht auch von der „Zwillingsstadt“ Sekondi-Takoradi. In Takoradi sowie in Tema (bei Accra) liegen die beiden einzigen Überseehäfen des Landes. Ihr Wachstum beruht auf der sich hier ansiedelnden Industrie und den stetig zuwandernden Menschen auf der Suche nach Arbeit.
Die Stadt Ashaiman war noch vor 60 Jahren lediglich ein kleines Fischerdorf. Ihre Entwicklung hat im Besonderen mit dem Bau der vollständig aus wirtschaftlichen Gesichtspunkten geplanten Stadt Tema als Überseehafen zu tun. Viele Menschen nutzten Ashaiman mit den günstigeren Mieten als Wohnort aufgrund seiner Nähe sowohl zu Tema als auch zur Hauptstadt Accra. Dieser Ort zieht Landflüchtlinge auf der Suche nach Arbeit und günstigem Wohnraum an.

## Wirtschaft

### Basisdaten

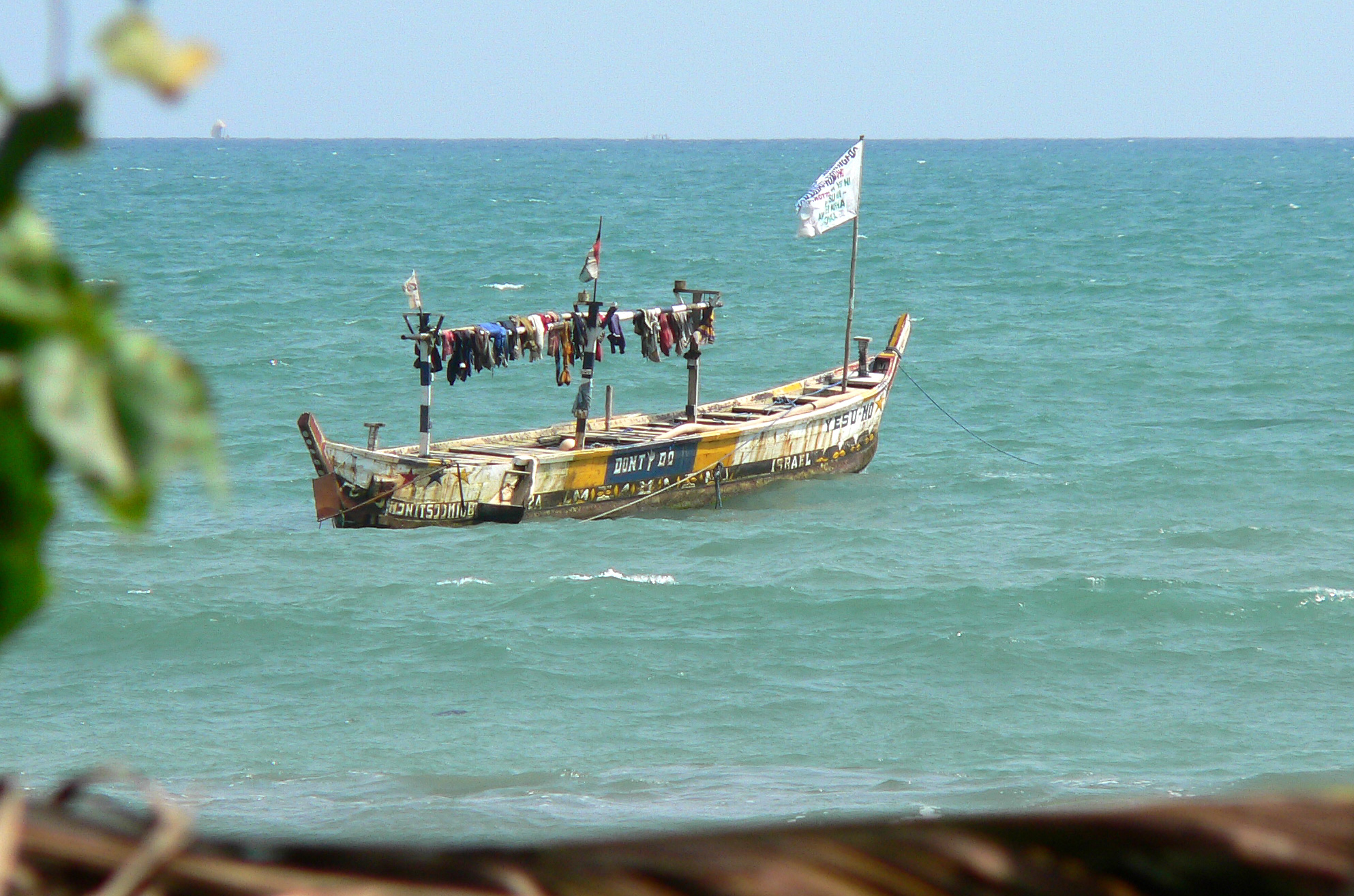
Die Fischerei ist in Ghana ein wichtiger Wirtschaftsfaktor. Traditionelle Fischerboote werden durch industrielle Boote ergänzt.

Das Bruttosozialprodukt hatte im Jahr 2016 eine Höhe von 43,264 Mrd. Euro und war damit laut IMF auf Platz 86 weltweit.
Ghana ist trotz der Ansätze zur Industrialisierung insgesamt ein Agrarland. Die Landwirtschaft trug 2015 21,1 Prozent zum Bruttosozialprodukt bei. Etwa 56 Prozent der Bevölkerung sind in der Landwirtschaft und Fischerei tätig, meistens im Rahmen von Subsistenzwirtschaft, also als Selbstversorger.
Die wirtschaftliche Gesamtsituation hat sich seit dem Jahr 2001 etwas stabilisiert. Die Regierung schloss sich im Jahr 2004 dem Entschuldungsprogramm der Weltbank und des Internationalen Währungsfonds für die am höchsten verschuldeten Länder an. Es erreichte den so genannten Completion Point unter der erweiterten HIPC-Initiative zur Entschuldung der am höchsten verschuldeten Entwicklungsländer. Weitgehend wurde Ghana durch die verschiedensten multi- und bilateralen Gläubiger von seinen Schulden freigestellt (Die Gesamtentlastung Ghanas betrug 7,4 Milliarden US-Dollar). Deutschland erließ die Schulden mit einem Nominalwert von 1,49 Millionen US-Dollar Handelsforderungen und 169 Millionen US-Dollar aus der finanziellen Zusammenarbeit vollständig.
Die Wirtschaftspolitik gilt als schlüssig. Noch 2003 belief sich der Anteil der Bevölkerung mit einem Einkommen von weniger als einem US-Dollar pro Tag auf 45 Prozent. Von 2002 bis 2013 hat sich das Bruttoinlandsprodukt pro Kopf jedoch von 312 auf 1858 US-Dollar versechsfacht. Weniger als 30 Prozent der Bevölkerung gelten als arm; es gibt eine wachsende Mittelschicht. Auf dem Index der menschlichen Entwicklung von 2016 steht Ghana auf dem 139. Platz von 187 Ländern. Im Weltbank-Bericht „Doing Business 2010“, der das Investitionsklima in 181 Ländern misst, liegt Ghana auf Platz 92 und hat sich damit gegenüber dem Vorjahr um fünf Ränge verschlechtert. Die Wachstumsrate der letzten Jahre (bis 2014) betrug im Durchschnitt 6 bis 7 Prozent.
Im Global Competitiveness Index, der die Wettbewerbsfähigkeit eines Landes misst, belegt Ghana 111 von 137 Ländern (Stand 2017–2018). Der Index für wirtschaftliche Freiheit 2024 des Landes war der 105 höchste von 176 Ländern.
| Wirtschaftsdaten (2016)                   | Wirtschaftsdaten (2016) |
| ----------------------------------------- | ----------------------- |
| Anteil Landwirtschaft                     | 19,5 %                  |
| Anteil Industrie                          | 24,0 %                  |
| Anteil Dienstleistungen                   | 37,5 %                  |
| Erwerbstätigkeit Landwirtschaft           | 56,4 %                  |
| Arbeitslosigkeit durchschnittl.           | 6,8 % (2019)            |
| Außenhandel Importvolumen                 | 12,75 Mrd. $            |
| Außenhandel Exportvolumen                 | 11,06 Mrd. $            |
| Energieverbrauch pro Kopf in kg ÖE (2004) | 386                     |

| Jahr                                    | 2010  | 2015   | 2016   | 2017   | 2018  | 2019  | 2020  | 2021   | 2022   | 2023   |
| --------------------------------------- | ----- | ------ | ------ | ------ | ----- | ----- | ----- | ------ | ------ | ------ |
| BIP in Mrd. USD (Kaufkraftparität)      | 89,4  | 135,1  | 141,0  | 155,2  | 169,6 | 187,6 | 192,8 | 214,9  | 239,0  | 254,9  |
| BIP pro Kopf in USD (Kaufkraftparität)  | 3.626 | 4.876  | 4.978  | 5.362  | 5.739 | 6.220 | 6.265 | 6.844  | 7.449  | 7.746  |
| BIP-Wachstum (real)                     | 7,8 % | 2,1 %  | 3,4 %  | 8,1 %  | 6,2 % | 6,5 % | 0,5 % | 5,1 %  | 3,8 %  | 2,9 %  |
| Inflation (in Prozent)                  | 6,7 % | 17,2 % | 17,5 % | 12,4 % | 9,8 % | 7,2 % | 9,9 % | 10,0 % | 31,9 % | 39,2 % |
| Staatsverschuldung (in Prozent des BIP) | 35 %  | 54 %   | 56 %   | 57 %   | 62 %  | 58 %  | 72 %  | 79 %   | 93 %   | 83 %   |

### Wirtschaftsbeziehungen
Seit dem 23. November 1998 ist das ghanaisch-deutsche Investitionsschutzabkommen in Kraft. Zudem wurde ein Doppelbesteuerungsabkommen am 2. August 2004 unterzeichnet, welches zum 14. Dezember 2007 in Kraft getreten ist.
Deutschland und Ghana hatten 2008 ein Handelsvolumen von etwa 291 Mio. Euro. Im Vergleich zwischen den Exporten Deutschlands von 192,9 Millionen Euro nach Ghana und den entsprechenden Importen von 98,3 Millionen Euro besteht zu Gunsten Deutschlands ein Handelsüberschuss von etwa 94,6 Millionen Euro.
Es existiert eine deutsche Auslandshandelskammer, die als Delegation der Deutschen Wirtschaft in Ghana in Accra ansässig ist. Ihr Arbeitsschwerpunkt bildet die Versorgung mit Energie, besonders mit erneuerbaren Energien. Hierzu organisiert sie seit 2009 jährlich im November die West African Clean Energy and Environment Exhibition and Conference (WACEE).

### Rohstoffe
| Goldproduktion Ghanas 1985–1994 | Goldproduktion Ghanas 1985–1994 | Goldproduktion Ghanas 1985–1994 | Goldproduktion Ghanas 1985–1994 |
| Jahr                            | Ghana                           | Afrika, ges.                    | Welt, ges.                      |
| ------------------------------- | ------------------------------- | ------------------------------- | ------------------------------- |
|                                 | [Tonnen]                        | [Ghanas Anteil in %]            | [Ghanas Anteil in %]            |
| 1985                            | 12,0                            | 1,74                            | 0,77                            |
| 1986                            | 11,5                            | 1,66                            | 0,70                            |
| 1987                            | 11,7                            | 1,74                            | 0,68                            |
| 1988                            | 12,1                            | 1,76                            | 0,63                            |
| 1989                            | 15,3                            | 2,27                            | 0,74                            |
| 1990                            | 17,3                            | 2,56                            | 0,81                            |
| 1991                            | 27,3                            | 3,96                            | 1,26                            |
| 1992                            | 33,3                            | 4,66                            | 1,48                            |
| 1993                            | 41,4                            | 5,67                            | 1,79                            |
| 1994                            | 44,5                            | 6,37                            | 1,94                            |

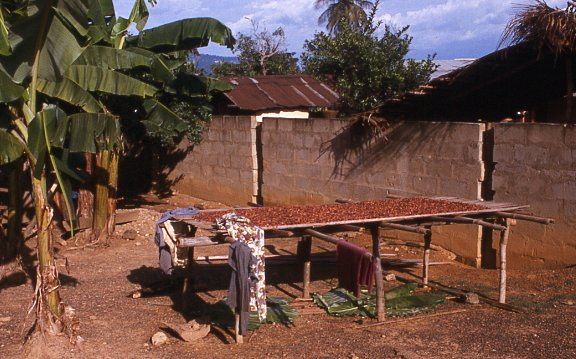
Kakaoherstellung in Ghana: Trocknen der Bohnen auf einem Trockengestell in der Sonne. Darunter Fermentation der frischen Bohnen eingewickelt in Bananenblätter

Bis zur Erschließung der kalifornischen Goldfelder 1850 war die Goldküste einer der großen Goldproduzenten der Welt. Trotz des eher bescheidenen Anteils an der Weltgoldproduktion ist Gold für das heutige Ghana nach wie vor ein sehr wichtiger Rohstoff, denn der Goldexport hat einen Anteil am Gesamtexport Ghanas von etwa 32 Prozent.
Weitere mineralische Rohstoffe des heutigen Ghana sind Erdöl, Diamanten (größtenteils Industriediamanten), Bauxit, Mangan und Kalkstein. 2007 wurden Erdgasvorkommen vor der Küste Ghanas entdeckt, 2008 auch Erdöl, das seit 2010 gefördert wird. Mit der Förderung ließ auch die Haushaltsdisziplin nach. Zudem fiel der Ölpreis 2014 stark, so dass die Erlöse gerade noch ausreichen, um ein Viertel der Zinszahlungen der Staatsschulden zu begleichen.
Für den Export bestimmte landwirtschaftliche Güter sind insbesondere Kakao, Zuckerrohr, Kaffee, Tee und Kautschuk. Diese landwirtschaftlichen Produkte werden in großen Plantagen in Monokulturen angebaut. Die Grundzüge für diesen Wirtschaftszweig legten schon die Kolonialherren. Diese Grundstoffe werden, nunmehr zu höherwertigen Waren umgewandelt, wieder importiert wie z. B. Instant-Kaffee, Beutel-Tee, Schokolade, Würfelzucker, Autoreifen. Nach der Elfenbeinküste ist Ghana der zweitgrößte Produzent von Kakao (20 Prozent). Es gibt etwa eine Million Kakaobauern sowie drei Millionen Erntehelfer. Wildkautschuk (1880–1890) und die Kakaowirtschaft (Landwirtschaft, Handel, Transport der Bohnen) waren bereits vor 1900 Haupttreiber für eine höhere Kaufkraft. Die Ostprovinz der Goldküstenkolonie war zu dieser Zeit der früheste und größte Kakaoproduzent, die Exporte von Ashanti-Kakao nahmen jedoch bis 1917 rasch zu.
Von den traditionellen Produkten wurde in der Vergangenheit zugunsten anderer landwirtschaftlicher Produkte immer weiter abgerückt. So werden in der Landwirtschaft nunmehr auch Ananas, Tabak, Bananen, Palmkernöl, getrocknete Kokosfaser, Kolanüsse, Sheabutter und Baumwolle produziert. Steigende Bedeutung erlangte die Fleischverarbeitung.
Das Land ist der drittgrößte Lieferant von Hartholz und anderen Holzprodukten in Afrika und Deutschlands größter Lieferant für Holzprodukte. Es werden 23 Edelholzarten geschlagen, darunter Mahagoni, Kokrodua, Utile, auch Sipo-Mahagoni genannt, und Sapeli. Es ist verboten, unverarbeitetes Holz zu exportieren. Mit diesem Verbot soll die heimische Holzwirtschaft gestützt werden. 1999 wurden etwa 475.000 Tonnen Holz und Holzprodukte exportiert, insgesamt machte dieser Wirtschaftszweig 10 Prozent der gesamten Exportumsätze aus.
Die Fischerei als traditioneller Wirtschaftszweig ist zunehmend bedroht. In den küstennahen Gewässern und teilweise auch im Bereich der Hohen See gehen die Fischbestände zurück. In den Fischereihäfen Sekondi-Takoradi und Tema gibt es eine moderne Hochseeflotte. Die Fischmärkte des Landes werden jedoch mehrheitlich von Fischereigenossenschaften beliefert, dieser Fischhandel hat sich inzwischen zu einer Domäne der Frauen entwickelt. Fisch wird auch in die westafrikanischen Nachbarländer exportiert. Hauptsächlich werden Heringe, Barrakudas, Thunfische, Makrelen und Haie gefangen.
Über Meerwasserentsalzungsanlagen wird Salz gewonnen. Dieser Rohstoff nimmt eine immer wichtiger werdende Stellung in der Exportwirtschaft ein. Jährlich werden ungefähr 600.000 Tonnen exportiert.
Importiert werden vor allem Maschinen, Transportausrüstungen, Brennstoffe und Nahrungsmittel, insbesondere Fleisch und Reis.

### Energie
Im Jahr 2010 bestand eine Produktionskapazität von 6,489 Milliarden Kilowattstunden elektrische Energie und ein Bedarf von 7,095 Milliarden Kilowattstunden. Der Großteil des Stromes stammt aus Wasserkraftwerken (5,57 Milliarden kWh, etwa dem Akosombo-Staudamm), der Rest aus meist ölbefeuerten Wärmekraftwerken. Die staatliche Volta River Authority erzeugt und überträgt den größten Teil des Stromes, daneben existieren die Takoradi International Company und kleinere Erzeuger. Verteilung und Abrechnung liegen bei den beiden staatlichen Unternehmen Electricity Company of Ghana und Northern Electricity Department. Nach der durch starke Trockenheit ausgelösten Stromkrise 2006/2007 unternahm die Regierung Anstrengungen, ihre Kapazität bei Wasser-, Öl- und Gaskraftwerken auszubauen. 2007 wurde diskutiert, bis zum Jahr 2018 ein Kernkraftwerk mit 400 MW Leistung zu errichten. Von China wurde für 600 Millionen Dollar am südlichen Ende des Bui-Nationalparks ein Staudamm errichtet. Die Turbinen des Bui-Staudamms haben eine Leistung von insgesamt 400 MW. Das Wasserkraftwerk ging 2013 in Betrieb.
Zur Versorgung der Gaskraftwerke käme nigerianisches Gas, das über die westafrikanische Gaspipeline geliefert werden soll, zum Einsatz. Die Versorgung mit Gas ist nicht sichergestellt, wie das Beispiel des von chinesischen Investoren gebauten 560 MW Sunon Asogli Gaskraftwerks zeigte (1. Stufe 200 MW ist seit 2009 fertiggestellt; 2. Stufe ist gerade im Bau), welches aufgrund von Gasmangel nicht wie geplant in Betrieb genommen werden konnte.
Überschüssige Energie wurde eine Zeit lang von Ghana in die Nachbarländer Elfenbeinküste, Burkina Faso und Mali exportiert. Seit 2014 steckt Ghana jedoch erneut wie schon 2006/2007 in einer schweren Energiekrise. Aufgrund des starken Wirtschaftswachstums der letzten Jahre und wegen des für Afrika überdurchschnittlichen Elektrifizierungsgrades sowie aufgrund von Übertragungsverlusten im ineffizienten Stromnetz übersteigt der Energiebedarf die Produktion um ca. 50 Prozent. Die Ausbeute der Erdgasvorkommen verzögerte sich. Goldminen, Getränkeindustrie und Tierkörperverarbeitung sind besonders betroffen, hier kommt es durch die Energieknappheit zu Entlassungen. Der staatliche Stromproduzent, die Volta River Authority ist stark verschuldet.

### Industrie
Nur etwa ein Viertel des Wirtschaftsvolumens ist bisher der Industrie zuzuschreiben. Um die Abhängigkeit von Importen für höher verarbeitete Waren zu reduzieren, wurde und wird versucht, den industriellen Sektor weiter auszubauen. Von Bierbrauereien über Textilbetriebe bis hin zu Lebensmittel verarbeitenden Betrieben erstreckt sich die Bandbreite der Leichtindustrie. Besonders im Großraum Accra finden sich die Standorte der Schwerindustrie. Hier werden Stahl, Aluminium (aus dem Rohstoff Bauxit), Zement und Öle hergestellt. Mittlerweile arbeiten etwa 15 Prozent der Erwerbstätigen in der Industrie.

### Finanzwirtschaft
Das Land führt eine Wertpapierbörse, welche als Ghana Stock Exchange bekannt ist. Außerdem investiert die Regierung Überschüsse aus den Erträgen fossiler Rohstoffe über ihren Staatsfonds, den Ghana Petroleum Funds um zukünftigen Wohlstand für die Bevölkerung zu sichern.
| Der Tourismussektor in Ghana | Der Tourismussektor in Ghana | Der Tourismussektor in Ghana      |
| Jahr                         | auswärtige Besucher          | Staatseinnahmen aus dem Tourismus |
| ---------------------------- | ---------------------------- | --------------------------------- |
| 1990                         | 145.000                      | 181 Mio. USD                      |
| 1992/93                      | ca. 210.000                  | 288 Mio. USD                      |
| 1997                         | 325.434                      | 266 Mio. USD                      |
| 2002                         | 482.434                      |                                   |
| 2003                         |                              | 216 Mio. USD                      |
| 2005                         | 428.533                      | 836 Mio. USD                      |
| 2008                         | 698.069                      | 1.403 Mio. USD                    |
| 2015                         | 897.000                      | 870 Mio. USD                      |

### Tourismus

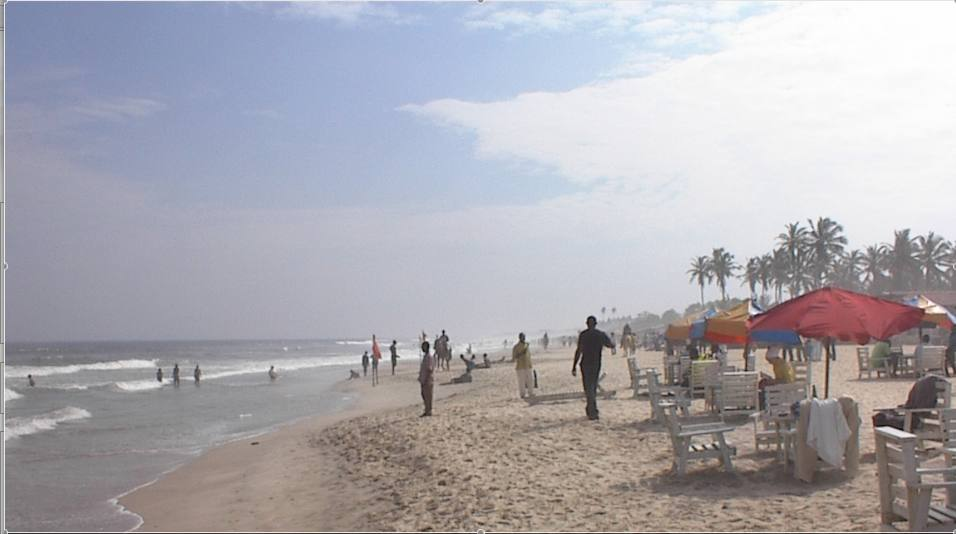
Labadi Beach

Ein Sektor, der für die wirtschaftliche Zukunft Ghanas zunehmend an Bedeutung gewinnt, ist der Tourismus. Hinsichtlich seiner Entwicklung hat im Jahre 1996 die ghanaische Regierung einen auf 15 Jahre angesetzten Integrated National Tourism Development Plan initiiert, mit dem versucht werden soll, die Zahl der alljährlich Ghana besuchenden Touristen auf 1 Million im Jahre 2020 zu steigern. Ghanas touristische Attraktionen sind die Strände der Atlantikküste, Naturparks und Wildtierreservate, traditionelle Festivals und die alten Europäerforts an der Küste. Gerade unter Afroamerikanern hat Ghana aufgrund der Geschichte des Sklavenhandels eine große touristische Bedeutung. Besonders im Küstenbereich ist bereits eine nennenswerte Tourismusindustrie mit kleineren und mittelgroßen Hotelanlagen entstanden. Die Bettenkapazität liegt bei ca. 10.000 Betten und steigt stetig an. Haupttourismuszentren sind die Regionen um Accra für den Badetourismus, Elmina und Cape Coast aufgrund der historischen Vergangenheit sowie Kumasi. Daneben wird aber auch z. B. das Volta-Delta bevorzugt von Wassersportlern und Vogelkundlern besucht. Ökotourismus gewinnt in Ghana zunehmend an Bedeutung.

### Außenhandel
Ghana exportiert vor allem Rohstoffe und landwirtschaftliche Erzeugnisse während gleichzeitig überwiegend industrielle Güter importiert werden. 2022 waren die Hauptlieferanten Ghanas China (41 % der Importe), die Niederlande (7 %), Indien (5 %), die Vereinigten Staaten (5 %) und die Elfenbeinküste (4 %). Das Land exportierte vorwiegend in die Vereinigten Arabischen Emirate (24 % der Exporte), die Schweiz (17 %), die Vereinigten Staaten (14 %), Indien (10 %) und China (10 %). Ghana hatte ein Außenhandelsdefizit in Höhe von ca. 2 % des Bruttoinlandsprodukts.

### Staatshaushalt
Der Staatshaushalt umfasste 2018 Ausgaben von umgerechnet 14,06 Milliarden US-Dollar. Dem standen Einnahmen von umgerechnet 9,49 Milliarden US-Dollar gegenüber. Daraus ergibt sich ein Haushaltsdefizit in Höhe von 6 Prozent des BIP. Die Staatsverschuldung betrug 2016 31,3 Mrd. US-Dollar oder 72,4 Prozent des BIP (zum Vergleich: vor der Finanzkrise 2007 nur 26 Prozent). Im Februar 2020 verkündete Präsident Nana Addo Dankwa Akufo-Addo beim Staatsbesuch in Bern (Schweiz), dass Ghana in Zukunft ohne Entwicklungshilfe auskommen will. Der Internationale Währungsfonds (IWF) überwacht nun die Staatsausgaben.
Aufwendungen im Staatshaushalt 2009
| Bereich    | Mio. GH¢ | Mio. USD | % des Haushalts | % des BIP |
| ---------- | -------- | -------- | --------------- | --------- |
| Gesundheit | 921,9    | 636,2    | 9,41            | 4,26      |
| Bildung    | 1693,7   | 1168,8   | 17,30           | 7,83      |
| Militär    | 159,0    | 109,7    | 1,62            | 0,73      |
| Energie    | 317,2    | 218,9    | 3,24            | 1,47      |
| Wasser     | 285,9    | 197,3    | 2,92            | 1,32      |
| Transport  | 386,3    | 266,6    | 3,95            | 1,79      |
| Gesamt     | 9793,1   | 6758,1   | 100,00          | 45,80     |

## Infrastruktur
Das Land besitzt für ein westafrikanisches Land ein gut ausgebautes Verkehrsnetz, mit allen bekannten Verkehrsmitteln.

### Straßenverkehr

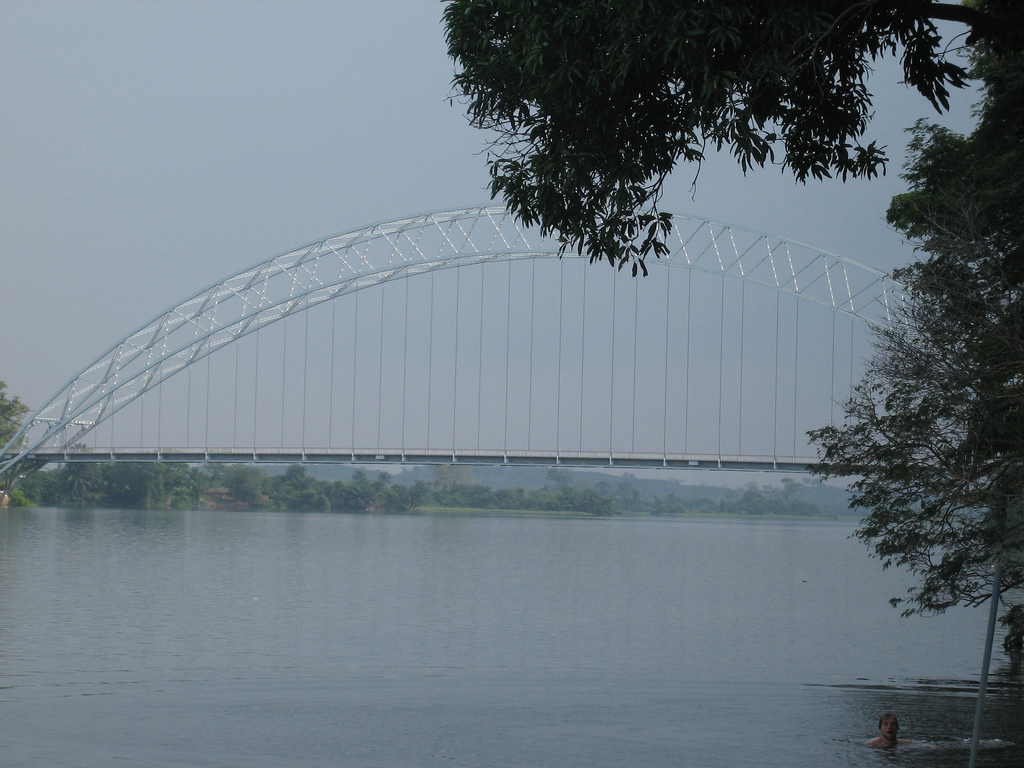
Volta-Brücke in der Nähe von Atimpoku für den Straßenverkehr und Fußgänger

Das Straßennetz wurde bisher auf über 65.725 Kilometer ausgebaut. Davon sind etwa 14.948 Kilometer asphaltiert, jedoch von unterschiedlicher Qualität und in teilweise erneuerungsbedürftigem Zustand. Die wichtigsten Straßen sind die Küstenstraße, die Accra zum einen mit Togo und zum anderen mit Elfenbeinküste verbindet. Alle Städte an der Küste werden hierüber verbunden. Ferner ist als Nord-Süd-Achse eine Hauptstrecke über Kumasi und eine weitere Nord-Süd-Achse über den Volta-Fluss geleitet worden, um die Gebiete östlich des Volta-Sees in die Infrastruktur einzubinden.
Eine sehr gut ausgebaute gebührenpflichtige Autobahn verbindet Accra und den wichtigsten Hafen Tema.
Das Straßennetz wird hauptsächlich von privaten Pkw und Tro-Tro genannten Kleinbussen, aber auch Bussen und Lkw befahren, seltener von Zweirädern. Auch in den Städten sind Fahrräder trotz der hohen Kosten für Kraftstoffe selten zu finden. Fahrräder haben jedoch in den nördlichen Gebieten eine weite Verbreitung gefunden.
In den letzten Jahren waren die Straßen in den Städten und der Hauptverkehrsstraßen häufig zu den Stoßzeiten völlig überlastet. Der weit überwiegende Teil der PKW besteht aus alten, in Europa und Amerika bereits ausrangierten, Gebrauchtwagen. Mehrere Gesellschaften (z. B. STC) bieten Transitfahrten in die größten Städte des Landes in relativ modernen Überlandbussen an. Allerdings ist auch hier mit Ausfällen zu rechnen, da die Zahl der Busse den derzeitigen Anforderungen nicht genügt.
Für breite Teile der Bevölkerung ist der Kleinbus Tro-Tro das Hauptverkehrsmittel. Diese Tro-Tros fassen zwölf bis 35 Personen und kommen in allen Formen und Farben vor. Oft wird das Fahrzeug von einem Wahlspruch vorne auf der Windschutzscheibe oder am Heck geschmückt, der häufig religiösen Charakter hat oder einfach nur der Name des Fahrzeugs ist. Tro-Tros sind innerstädtisches Verkehrsmittel, befahren aber auch Überlandrouten. Beinahe jedes Dorf ist mit Tro-Tros wenigstens einmal am Tag zu erreichen. Auch Routen in die Nachbarländer werden befahren. Tro-Tros haben Sammelpunkte innerhalb der Städte und es gibt über das ganze Land verteilt Umsteigepunkte. Ein Tro-Tro startet meist dann, wenn alle Plätze besetzt sind. Über die Fahrtroute verteilt haben Tro-Tros in der Regel keine weiteren festen Haltestellen. Wer einsteigen will, gibt dem Fahrer ein Zeichen und wird bei freien Plätzen mitgenommen.
Individuelle Massenverkehrsmittel sind auch die zahlreichen Taxis, zu erkennen an den orange beklebten oder lackierten Kotflügeln, die fast ausschließlich in den Städten vorkommen, aber auch Überlandfahrten machen, wenn dieses individuell vereinbart wird.
Verschiedene Mietwagenanbieter sind überwiegend in Hotels vertreten, jedes Taxi kann auch mitsamt Fahrer als Mietwagen genutzt werden, soweit mit dem Fahrer ein akzeptabler Preis ausgehandelt ist.

### Luftverkehr
Ghana hat mit dem Kotoka International Airport in Accra einen internationalen Flughafen, den unter anderem mit Turkish Airlines, KLM, British Airways, Emirates, TAP Portugal, Iberia, Alitalia, Royal Air Maroc und Afriqiyah Airways auch große Fluggesellschaften ansteuern.
Neben dem internationalen Personenverkehr wird hier ein wesentlicher Teil des Frachtverkehrs abgewickelt. Der Flughafen soll in den nächsten Jahren zu einem bedeutenden regionalen Hub entwickelt werden.
Der Kotoka International Airport in Accra wurde bis vor wenigen Jahren grundlegend erneuert und modernisiert.
Zwei Gesellschaften haben den Luftverkehr mit Inlandsflügen seit 2003 wieder aufgenommen. Insgesamt verfügt das Land über neun öffentliche Flughäfen, die sich über das ganze Land verteilen und hauptsächlich dem Inlandsverkehr und dem Warentransport dienen. Folgende Städte haben einen Flughafen:
- Accra
- Kumasi
- Sekondi-Takoradi
- Obuasi
- Sunyani
- Wa
- Bolgatanga
- Tamale
- Kade

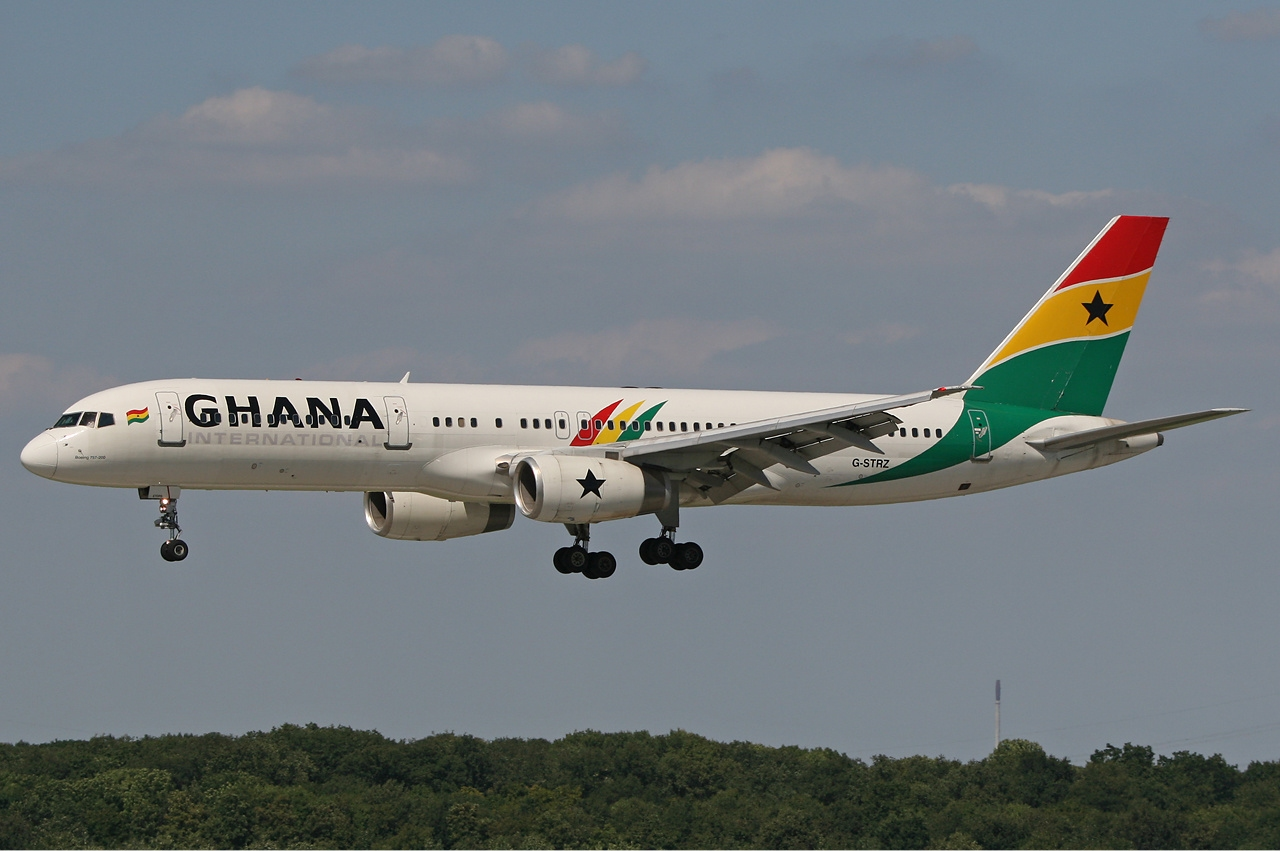
Eine Boeing 757 der Ghana International Airlines

Der Aufbau einer neuen nationalen Fluggesellschaft ist mit Unterstützung von Air Mauritius, Ethiopian Airlines oder Africa World Airlines (Stand November 2017) vorgesehen.

### Schiffsverkehr
Der Hauptwarenstrom ins Ausland und nach Ghana verläuft über die Häfen in Tema und Sekondi-Takoradi. Im August 2002 wurde in Tema, dem wirtschaftlich wichtigeren der beiden Häfen, ein modernes Containerterminal mit einer Umschlagskapazität von 40.000 Containern im Jahr errichtet. Der Bau dieses Containerterminals verursachte Kosten in Höhe von zehn Millionen US-Dollar.
Neben den großen atlantischen Häfen hat der Volta-See mit seinen Binnenhäfen eine nicht unbeträchtliche Bedeutung. Auf dem Wasser des Volta-Sees werden in alle Richtungen Waren und Personen befördert. Auch für den Tourismus hat der Schiffsverkehr auf dem Volta-See eine Bedeutung. Häfen am Volta-See sind Kpandu, Kete Krachi, Yeji und Yapei (Tamale Port).
Auf dem Volta-See werden Fährverbindungen betrieben, die häufig mehrmals täglich Personen und leichte Waren befördern.

### Schienenverkehr
Ein Erbe aus der Kolonialzeit mit noch ungewissem Schicksal ist das Schienennetz, welches von der Ghana Railway Corporation betrieben wird. Die Schienen wurden in der Kolonialzeit von der Gold Coast Government Railways verlegt, um die Rohstoffe und Waren aus dem gesamten südlichen Land nach Accra zu transportieren, das zum damaligen Zeitpunkt Hauptumschlagplatz für Waren aller Art war. Im Wesentlichen ist ein dreieckiges Schienennetz entstanden, das sich zwischen Sekondi, Kumasi und Accra spannt.
Die ersten Gleise wurden ab 1898 zwischen Sekondi und Tarkwa gelegt und in den folgenden Jahren über Dunkwa, Obuasi und Bekwai nach Kumasi verlängert. Von Kumasi wurde die Eisenbahnstrecke ab 1922 in vielen Jahren Arbeit über Konongo, Nkawkaw und Koforidua bis nach Accra ausgebaut. Letztlich wurde von Accra die Bahnlinie parallel zur Küste im Inland vorbei an den Ortschaften Akoroso, Achiasi, Foso und Twifo-Praso etwas nördlich von Tarkwa mit der ersten Linie zwischen Sekondi und Kumasi verbunden.
In den letzten Jahren wurde der Unterhalt des Schienennetzes stark vernachlässigt, so dass 2006 nur noch die Strecke zwischen Kumasi und Sekondi-Takoradi regelmäßig befahren wird. Der Zug verkehrt im Zwei-Tagesrhythmus zwischen diesen beiden Städten; das heißt an einem Tag fährt er von Kumasi nach Sekondi-Takoradi und am anderen Tag wieder zurück.
Aktuell gibt es Planungen, das Schienennetz auszubauen. Insgesamt geht es um die Entwicklung, Wiederherstellung und Erweiterung eines 1500 km langen Streckenbereiches, welches in der ersten Stufe von Tema nach Paga durch Accra, Ejisu, Nkoranza, Techniman und Tamale sowie über 350 km von Tema nach Kumasi verläuft. Die Spurweite soll von Kapspur, 1067 mm auf Normalspur, 1435 mm verändert werden, wodurch die Geschwindigkeit von 56 km/h auf 160 km/h angehoben werden kann. Die erlaubte Achslast soll auf der Westlichen Eisenbahnstrecke auf 16 Tonnen, auf der Östlichen Eisenbahnstrecke auf 14 Tonnen und auf der Zentralen Eisenbahnstrecke auf 25 Tonnen angehoben werden. Das Projekt soll als Public Private Partnership mit der chinesischen NIT Holdings Limited durchgeführt werden. Der Projektzeitraum ist vom vierten Quartal 2007 bis 2013/2014 angesetzt. Nach 35 Jahren soll das gesamte Schienennetz dem Staat Ghana für den symbolischen Preis von einem Dollar übergeben werden. NIT Holdings Limited gibt sechs Milliarden US-Dollar als Budget an. Die Machbarkeitsstudie für dieses Projekt wurde von der Deutschen-Bahn-Tochter DE-Consult durchgeführt. In den Budgetplanungen des Staates Ghana für das Jahr 2009 wird angemerkt, dass die Machbarkeitsstudie für den Westlichen Korridor (Westliche Eisenbahnstrecke, Hafen von Takoradi) im Jahr 2009 abgeschlossen sein wird. Im Jahr 2008 wurde die Machbarkeitsstudie für das Teilstück des westlichen Korridors von Tema über Akosombo nach Buipe abgeschlossen.

### Telekommunikation
| Übersicht zur Telekommunikation | Übersicht zur Telekommunikation |
| ------------------------------- | ------------------------------- |
| Telefonanschlüsse gesamt (2004) | 313.300                         |
| Mobiltelefone gesamt (2008)     | 10.242.916                      |
| Fernsehgeräte gesamt            | 2.670.000                       |
| Rundfunkgeräte gesamt           | 12.500.000                      |
| Computer gesamt                 | 94.000                          |
| Internetnutzer gesamt (2016)    | 7.958.000                       |

Die Verbreitung von Telekommunikation und Computern ist von einem starken Stadt-Land-Gefälle geprägt. In den Städten wie auf dem Land existieren öffentliche Internetcafés. Der private Internetanschluss ist auch in der Stadt selten. Die meisten Unternehmen haben wenigstens einen Internetzugang und sind in den Städten mit Computern ausgerüstet.
Häufig sieht man in den Straßen kleine Holzhäuser, in denen ein öffentlicher Telefonanschluss verlegt ist den ein Betreiber beinahe Tag und Nacht gegen Entgelt anbietet, Verbindungen herzustellen oder Anrufe entgegenzunehmen. Dabei handelt es sich meist nicht um einen Münzfernsprecher, sondern um ein normales Telefon, für dessen Benutzung das Entgelt nach Dauer fällig wird. In der Regel sind von diesen Telefonbuden nur nationale Gespräche ins Mobil- oder Festnetz möglich, doch es gibt auch flächendeckend diese Telefonhäuschen mit internationalem Anschluss. Auch zahlreiche Münzfernsprecher sind in den Städten zu finden.
Ein Mobilfunknetz besteht in Ghana seit 1992, als die Mobitel mit dem Betrieb eines entsprechenden Netzes begann. Bis 1997 wurden die Basis-Dienste für die Telekommunikation von der Staatsmonopolgesellschaft Ghana Posts and Telecom Corporation (GPTC) zur Verfügung gestellt. Im Jahre 1995 wurde in Ghana ein Kommunikationsgesetz verabschiedet, was den Weg ebnete, Anfang 1997 ein neues duopoliges Festnetz einzurichten. Gleichzeitig wurde 1995 ein zweiter Operator zugelassen, die ACG (inzwischen Westel Telecom). Einige Jahre später erfolgte der Zusammenschluss zwischen Celtel Ghana und Scancom als Antwort auf diese beiden Konkurrenzunternehmen. Ghana Telecom und Westel waren damals vom Staat ermächtigt worden, Mobilfunkservices einzurichten, die erstmals zwischen Ende 1999 und Anfang 2000 als Dienstleistung angeboten wurden. Inzwischen wurde die GPTC (zwischenzeitlich in Ghana Telecom umbenannt) privatisiert, den Hauptanteil mit 30 Prozent der Anteile hielt im Jahre 2000 die Telecom Malaysia (G-Com of Malaysia). Beide Operatoren besaßen im Jahre 2000 20-Jahres-Lizenzen für die wichtigsten Telefon-Dienstleistungen. Die ehemalige Onetouch ist eine Mobilfunksparte von Ghana Telecom, die von Areeba Ghana (ehemals Spacefon) angeboten wird. Die nationalen und internationalen Verbindungen werden von der GS Telecom Ghana realisiert, die ein Ableger der kanadischen GS Telecom ist. Im Jahr 2008 hat der Kommunikations-Konzern Vodafone einen Großteil der Ghana Telecom und deren Mobilfunksparte übernommen. Das Unternehmen firmiert nun unter dem Namen Vodafone Ghana. Seither wird verstärkt in den Ausbau der Mobilfunknetze investiert. Mit der Übernahme wurden erstmals drahtlose Internet-Dienste in einem Großteil des Landes verfügbar, die zuvor vom Internet abgeschnitten waren.
Festnetztelefonie ist in den urbanen Bereichen des südlichen Ghanas so gut wie flächendeckend möglich, hier bestehen seit Februar 1997 Telekommunikationsangebote von der Capital Telecom, einer 1994 gegründeten Gesellschaft, die sich vollständig im Staatsbesitz befindet. Der Telekommunikationssektor Ghanas wird von der 1996 gegründeten National Communications Authority reguliert.
Internet-Provider waren im Jahre 2000 in Ghana Network Computersystems (NCS), Africa Online und Internet Ghana Limited. Die Internetbenutzung wird vor allem an den Universitäten und von der jüngeren Generation betrieben. Im Jahr 2022 nutzten 69,8 Prozent der Einwohner Ghanas das Internet.

## Kultur

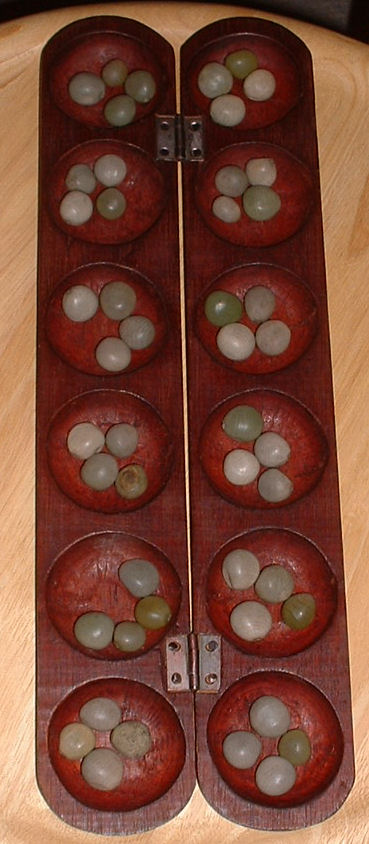
Oware, Nationalspiel in Ghana

Neben der Vielzahl verschiedener Sprachen existiert eine Vielfalt an Kulturen. Das Staatsgefüge stützt sich auf ein multi-ethnisches Zusammenspiel der verschiedensten Kulturen, die zu einem Volk zusammengewachsen sind.
Neben den ghanaischen Volksgruppen lebt eine Vielzahl von Minderheiten aus anderen, vor allem afrikanischen Volksgruppen der angrenzenden Staaten, in Ghana. Auch ungefähr 6000 Europäer und einige Asiaten, vor allem Chinesen, leben überwiegend in Accra und den anderen größeren Städten entlang der Küste.
Die Mehrheit der Ghanaer wird aber zu der großen, heterogenen Gruppe der Akan gezählt. Die Akan sind traditionell matriarchalisch organisiert, was sich ursprünglich auch erbrechtlich niedergeschlagen hat. So erbte bei dem Tod eines Familienvaters nicht seine Witwe und/oder seine Kinder dessen Vermögen, sondern seine Neffen, also die Kinder der Schwester des Verstorbenen. Dieses traditionelle Muster wird immer weniger anerkannt. Berühmte Elemente der Akankultur sind beispielsweise die Kente-Stoffe, die Adinkra-Kleidung oder die Goldgewichte der Ashanti.
Frauen nehmen in der ghanaischen Kultur eine selbstbewusste prägende Stellung ein. Über 80 Prozent der ghanaischen Frauen sind neben ihrer eher traditionellen Rolle in den Familien erfolgreich beruflich tätig. Nicht selten haben sich Frauen als Händlerinnen, Näherinnen oder Köchinnen einer der vielen Straßenküchen ihre wirtschaftliche Selbstständigkeit erarbeitet.
Oware ist ein weltweit bekanntes Brettspiel, das auch zu den ältesten bekannten Spielen gehört und bereits von frühester Kindheit von den Ghanaern gespielt wird. Da das Spiel notfalls auch in Erdmulden oder auf gezeichneten Papierkreisen gespielt werden kann, erfreut es sich einer großen Beliebtheit und ist zu einem Nationalspiel geworden. In Ghana gibt es neben der einfachen Oware-Brettform auch ein Spielbrett, das an einen Aschanti-Thron erinnert.
Bedeutende Artefakte ghanaischer Kultur sind im National Museum in Accra zu sehen. Hier werden neben einer wertvollen Sammlung der Goldgewichte der Aschanti auch kostbare Kente-Stoffe ausgestellt. Ebenfalls wichtiger Ausstellungsort der Kulturgeschichte der Aschanti ist in Kumasi das Prempeh II Jubilee Museum und der Manhiya Palace, der ehemalige Königspalast der Asantehene. In Cape Coast wird im Museum des Cape Coast Castle eine der weltweit umfassendsten Ausstellungen zum Thema Sklaverei ausgestellt. Diese ehemalige Militärburg war eine Sammelstelle für Sklaven vor der Verschiffung nach Amerika, die hier die berüchtigte „Door of no Return“ durchschritten.

### Medien
Die Bedeutung der Medien in Ghana war lange Zeit eingeschränkt, vor allem da die Printmedien aufgrund der hohen Analphabetenquote kaum genutzt wurden. Die Nichtregierungsorganisation Reporter ohne Grenzen sieht in Ghana erkennbare Probleme für die Pressefreiheit.

#### Presse
Die National Media Commission (NMC) bezifferte 2006 die Zahl der Zeitungen im gesamten Land auf 450. Allerdings schwankt dieser Wert sehr stark. Insbesondere im Vorfeld von Wahlen erscheinen viele neue Zeitungen und Zeitschriften, die oftmals danach wieder eingestellt werden. Ende 2009 erschienen insgesamt neun Tageszeitungen.
| Zeitung             | Auflage |
| ------------------- | ------- |
| Daily Graphic       | 100.000 |
| Ghanaian Times      | 80.000  |
| Chronicle           | 45.000  |
| Daily Guide         | 22.000  |
| Daily Democrat      | 5.000   |
| Daily Dispatch      | 5.000   |
| New Crusading Guide | 5.000   |
| Daily Post          | 5.000   |
| Daily Searchlight   | 1.500   |

Ghanaian Times und Daily Graphic sind regierungseigene überregionale Zeitungen. Ein größeres Spektrum besteht bei der unabhängigen Tages-, Mehrtages- und Wochenpresse in unterschiedlicher Qualität. Fast alle Zeitungen und Zeitschriften erscheinen auf Englisch. Ausnahmen bilden der Pioneer und Nsɛmpa, die als Regionalzeitungen für die Ashanti Region auch Artikel auf Akan veröffentlichen. Als erste sub-saharaische Nachrichtenagentur wurde 1957 die Ghana News Agency (GNA) gegründet.

#### Rundfunk
in Ghana besteht Lizenzierungspflicht für Radio und Fernsehen. Zuständig für die Vergabe von Frequenzen ist die Regulierungsbehörde National Communication Authority (NCA). Die Ghana Broadcasting Corporation (GBC), die sich an öffentlich-rechtlichen Prinzipien orientiert, verfügt (Stand 2022) landesweit über 33 Radiostationen. Darüber hinaus bestehen 437 kommerziell geführte Privatsender sowie 102 Community- und Campus-Radiostationen. Im TV-Bereich sind aktuell (Stand 2022) 146 Lizenzen vergeben.
Von besonderer Bedeutung waren in der Vergangenheit die nationalen Rundfunksender. Bereits zu Zeiten Kwame Nkrumahs und im Zuge der Militärputsche im Land wurden Themen nationaler Bedeutung über den Rundfunk verbreitet. So rief beispielsweise Col. Emmanuel Kotoka den erfolgreichen Putsch gegen Nkrumah im Radiosender GBC in Accra am 24. Februar 1966 aus. Bei den Radiosendern ist bemerkenswert, dass hier in den letzten Jahren besonders regionale oder lokale Radiosender entstanden, die den nicht englischsprachigen Bereich bedienen. Während früher eher nur in englischer Sprache oder einem Akan-Dialekt gesendet wurde, gibt es nunmehr Radiosender in allen häufig gesprochenen Sprachen Ghanas. Allein in Accra sind derzeit etwa 29 Radiosender aktiv.
Neben den ghanaischen Radiosendern haben auch BBC, RFI und die Deutsche Welle einen eigenen Sendeplatz. Bedingt durch das mittlerweile große Angebot an Radiosendern, suchen Programmdirektoren ständig nach neuen Nischen im Programm.
Fernsehen ist in Ghana eine beliebte Freizeitgestaltung. Neben der staatlichen Rundfunkanstalt Ghana Broadcasting Corporation (GBC) gibt es in Ghana einen wachsenden Markt für die verschiedenen Privatsender wie beispielsweise Metro TV, TV Africa, TV3, Private TV channel, Crystal TV (Kumasi), Multichoice Satellite TV sowie für fünf Kabelfernsehanbieter (MNET Cable, TV channel, V-NET Cable TV channel, Fantazia Cable TV channel, DSTV und Cable Gold). Erst in der ersten Hälfte der 1990er-Jahre wurden in Ghana im Zuge der verfassungsmäßig garantierten Pressefreiheit weitere Fernsehsender neben dem bis dahin einzig auf Sendung stehenden GBC gegründet.

#### Traditionelle Musik

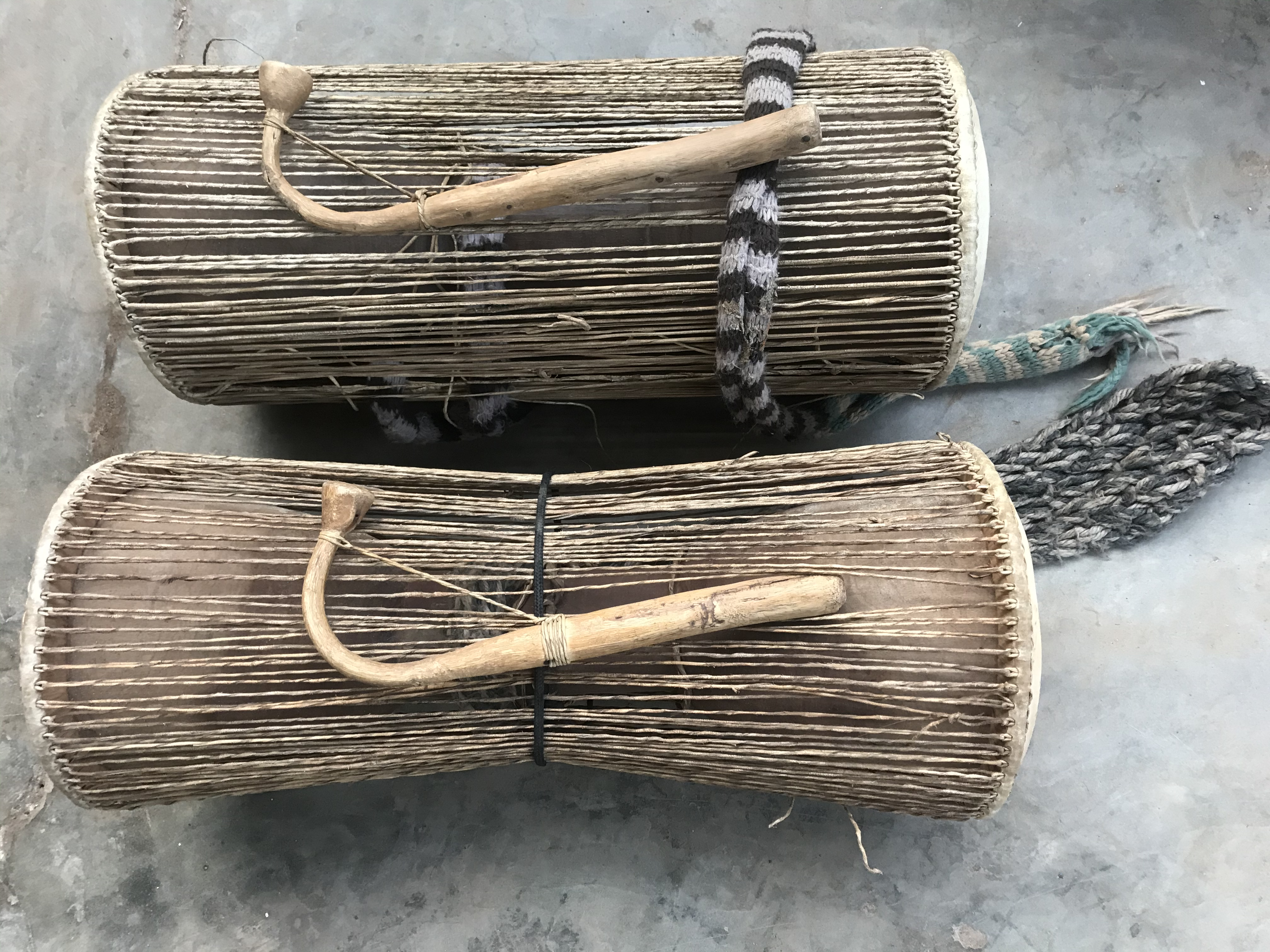
Zwei Sanduhrtrommeln lunsi der Dagomba in Nordghana

### Küche

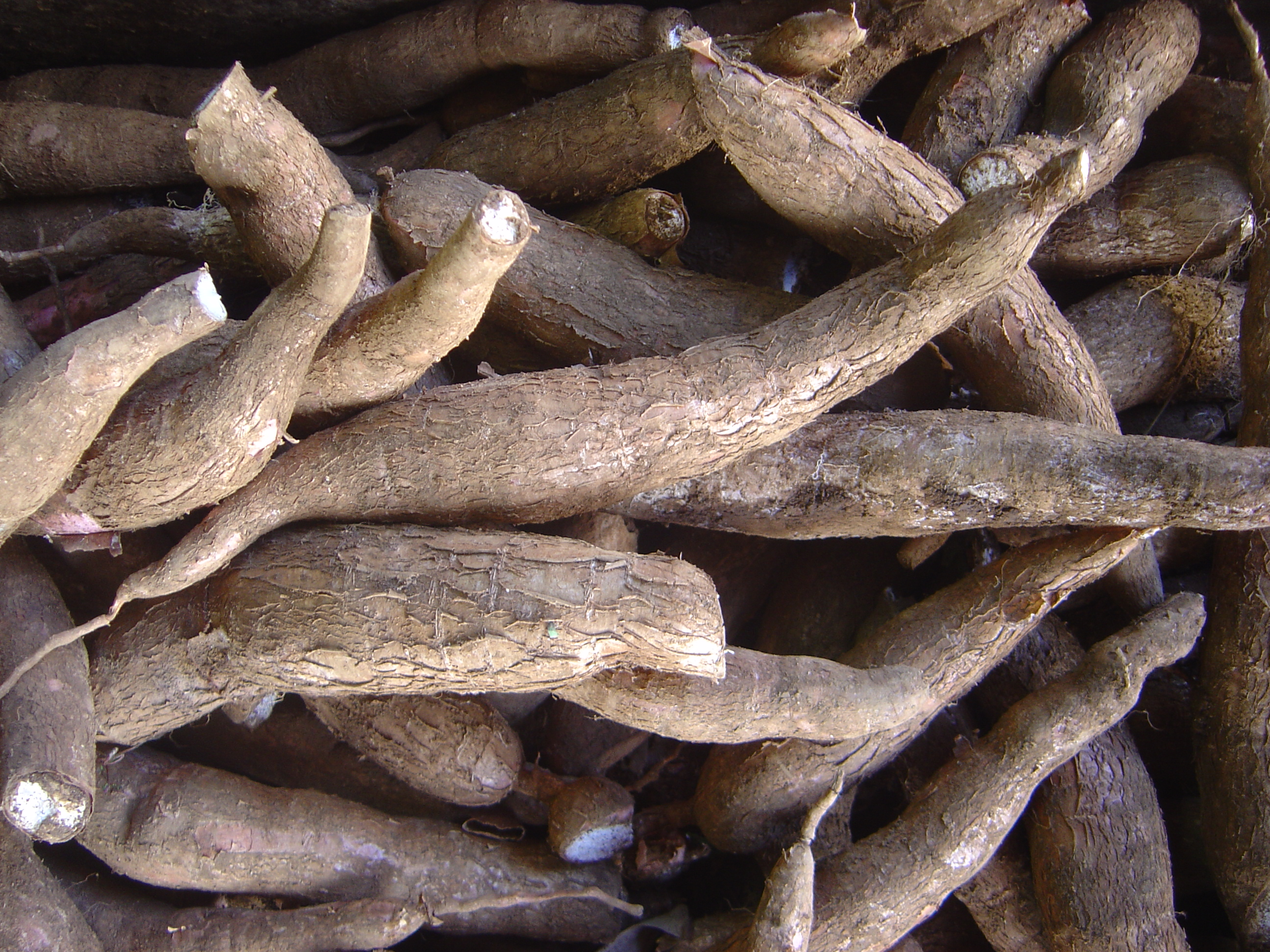
Maniok, Rhizome nach der Ernte

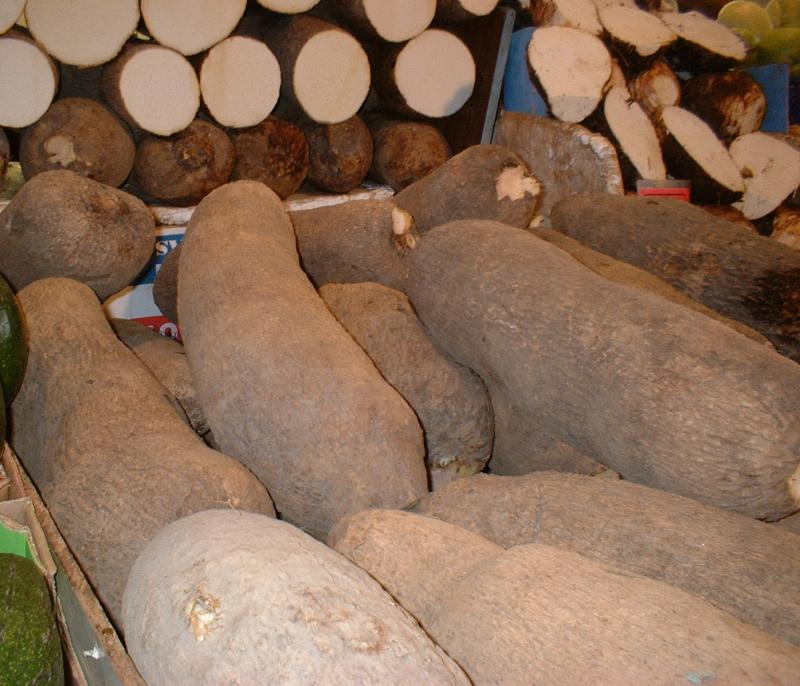
Yams in London-Brixton aufgenommen

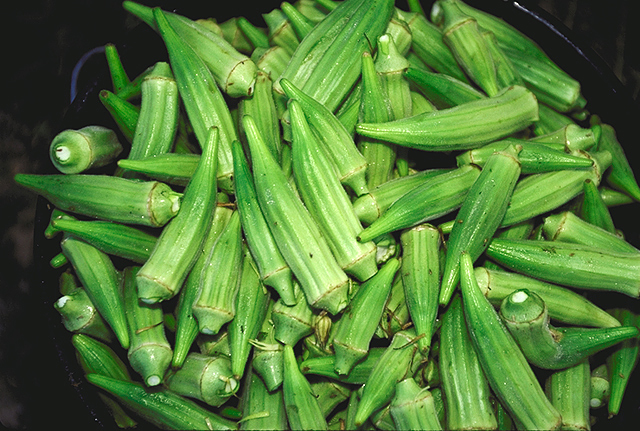
Früchte der Okra

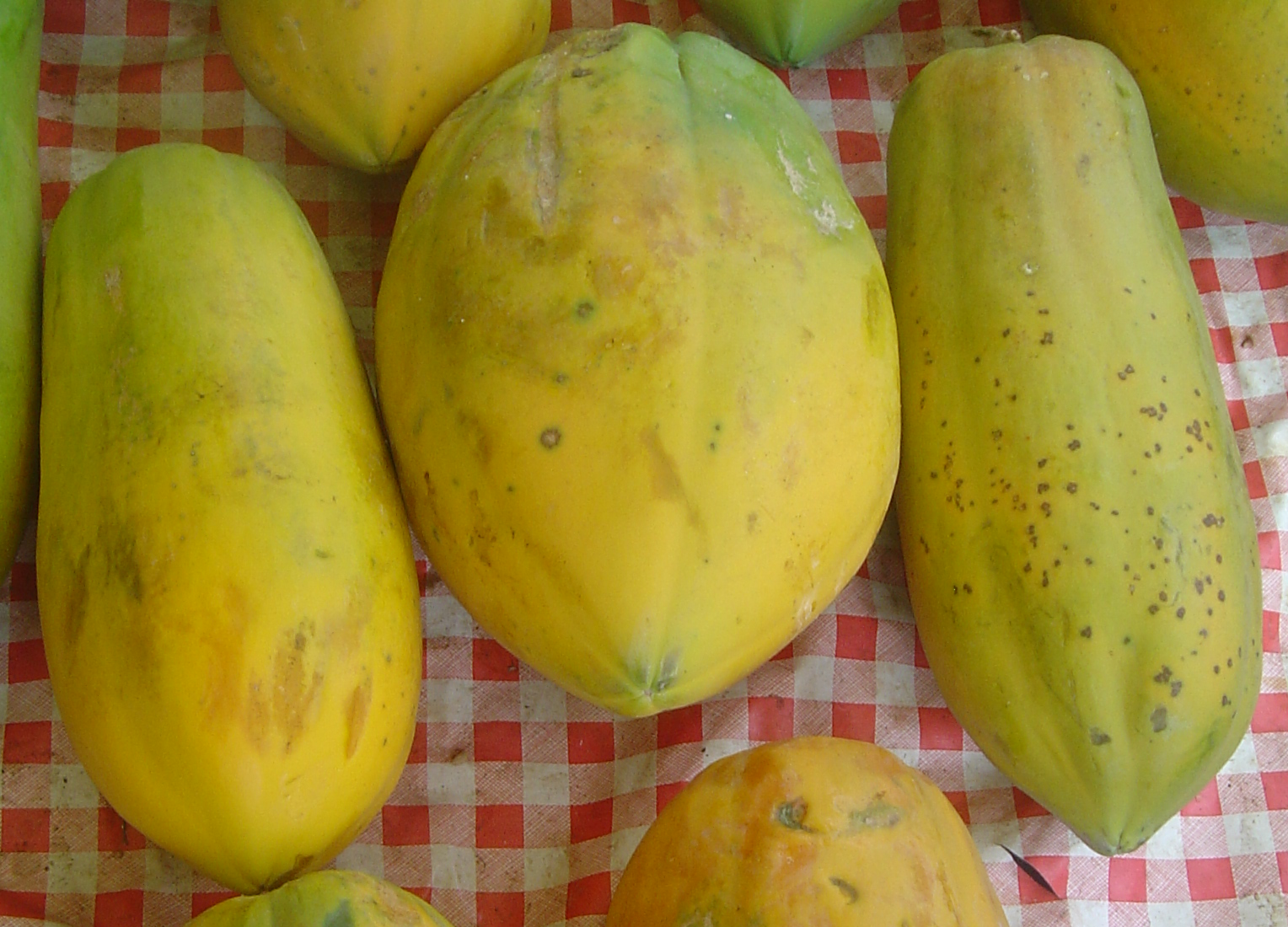
Papayafrucht

### Traditionelle Kleidung

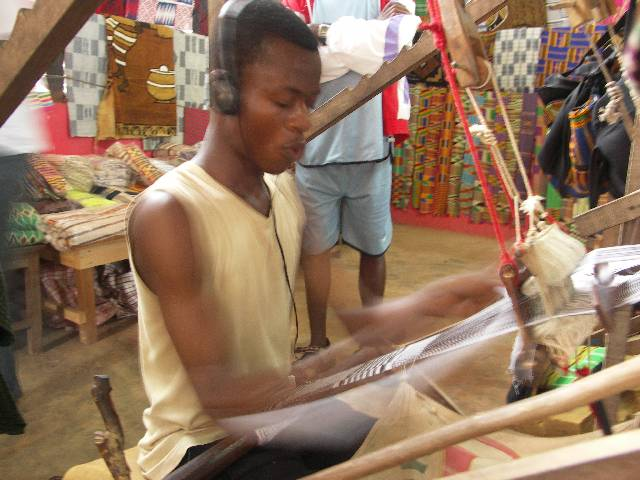
Mann an traditionellem Kente-Webstuhl, im Hintergrund Kentestoffe

### Sport

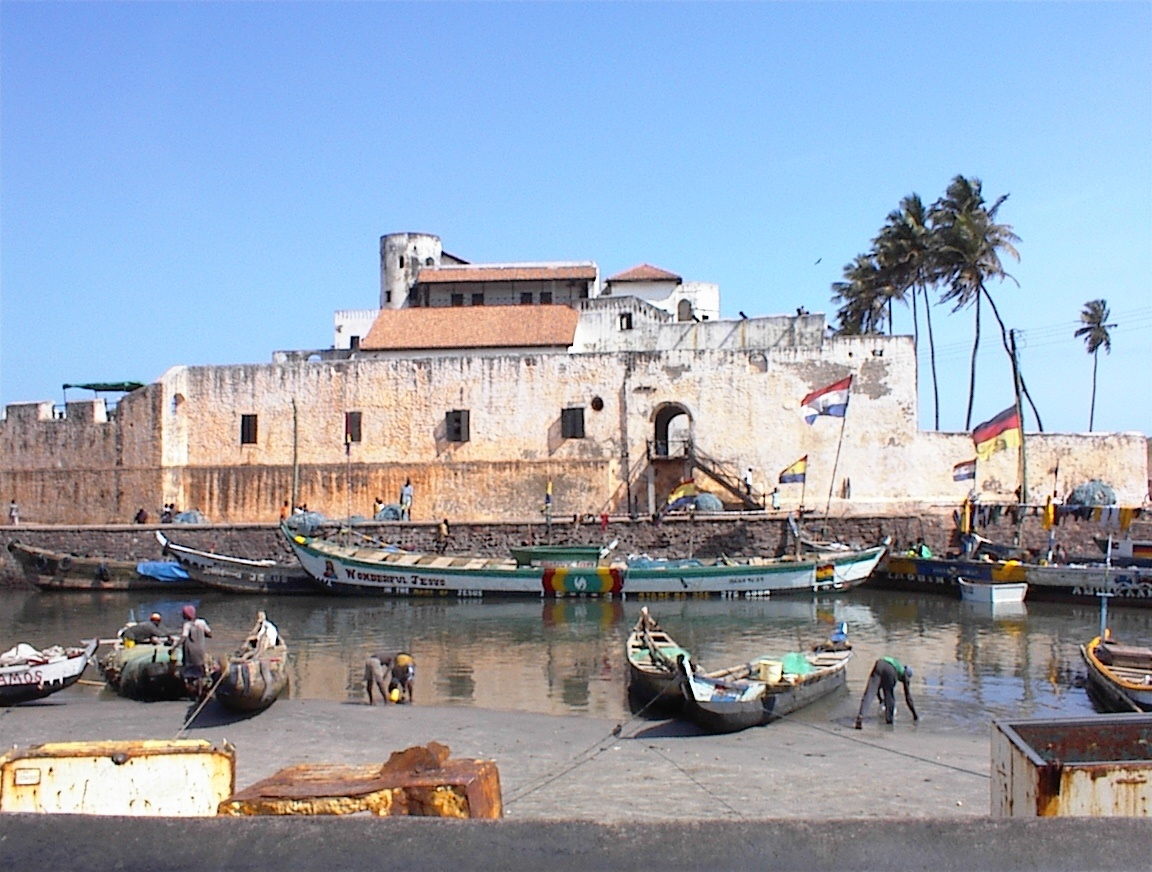
Das Weltkulturerbe Fort Elmina